# Biserica de lemn din Bozed

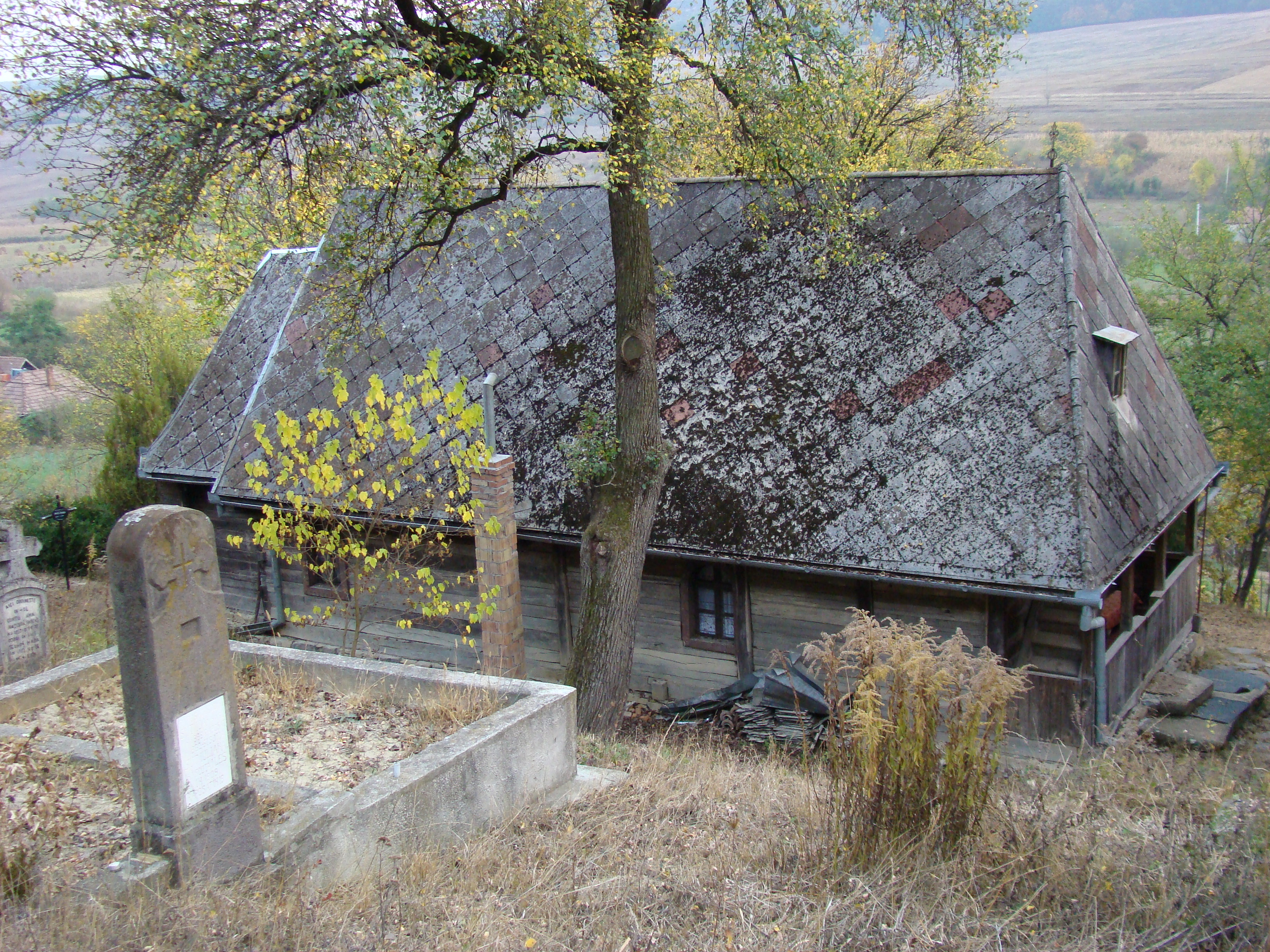
Biserica de lemn „Sfinţii Arhangheli” din Bozed, comuna Ceuaşu de Câmpie, județul Mureș, foto: octombrie 2009.

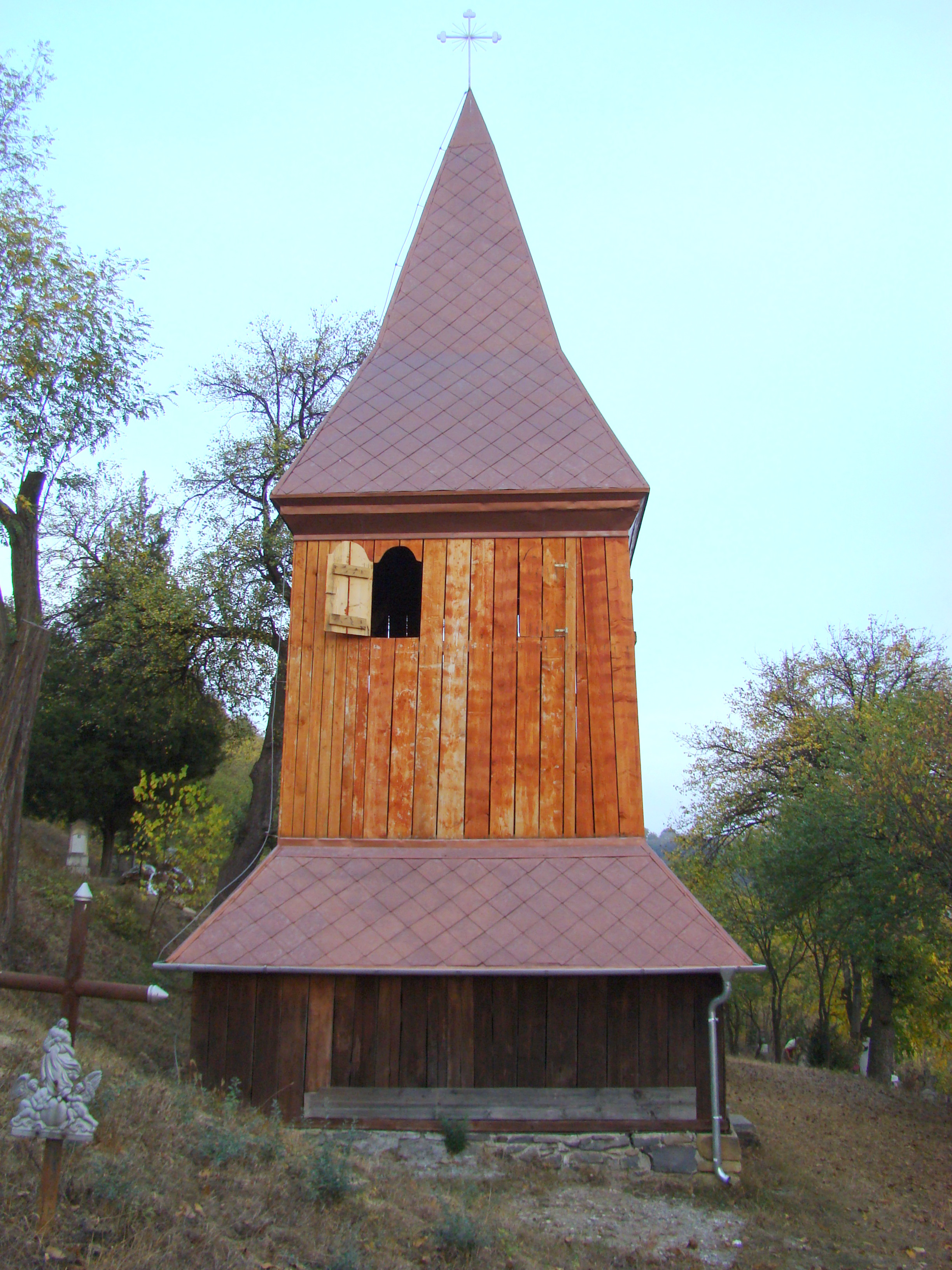
Clopotniţa

Biserica de lemn din Bozed, comuna Ceuașu de Câmpie, județul Mureș, datează din anul 1750 după unele surse sau 1790 după altele. Are hramul „Sfinții Arhangheli Mihail și Gavriil ”. Biserica se află pe noua listă a monumentelor istorice sub codul LMI:  MS-II-m-B-15614.

## Istoric și trăsături
Din punct de vedere geografic, localitatea Bozed se situează la 3 km distanță de satul Săbed, aflat pe drumul județean care leagă Târgu-Mureș de Râciu.
Prima atestare documentară a localității este din anul 1481 când apare cu denumirea poss. Boheed, Boyed, fiind cunoscută de-a lungul secolelor ca având o populație majoritar românească, în acest sens, Conscripția lui Inocențiu Micu din 1733 menționând existența a 27 familii de ortodocși, cu 135 de suflete. Recensământul din 1910 relevă faptul că satul Bozed avea o populație de 468 locuitori, dintre care 452 români și 16 maghiari, iar după religie 452 greco-catolici, 5 romano-catolici, 5 reformați și 6 unitarieni. Pe parcursul secolului XX, satul Bozed a fost afectat de fenomenul depopulării, recensământul din 1992 înregistrând doar 216 locuitori.
Biserica de lemn din localitate poartă hramul „Sfinții Arhangheli Mihail și Gavriil” și este poziționată pe coasta dealului ce domină satul, între imobilele nr. 101-102. Despre această biserică există puține mărturii scrise; se știe că lăcașul de cult a fost construit în anul 1790 și provine din satul Orșova, de pe valea Gurghiului, fiind atestat documentar în această localitate de mai multe ori, în cursul secolului XVIII.
În cursul anului 1896 biserica a fost extinsă ca urmare a creșterii numărului de enoriași, tot atunci învelitoarea de șindrilă fiind înlocuită cu una de eternit. Clopotnița, amplasată la mică distanță de intrarea în biserică, este construită pe două niveluri și are un acoperiș piramidal înalt.

## Imagini din exterior

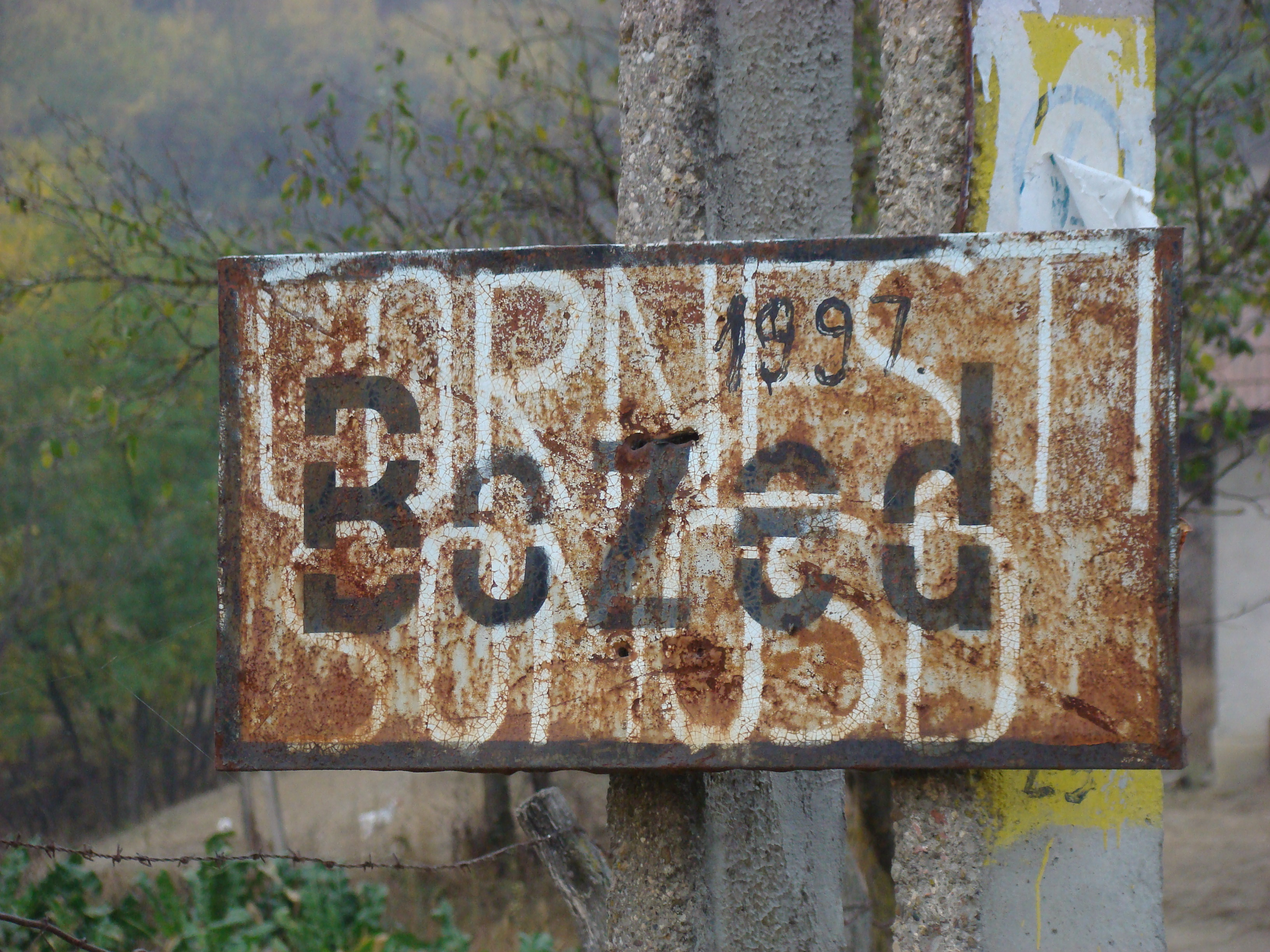
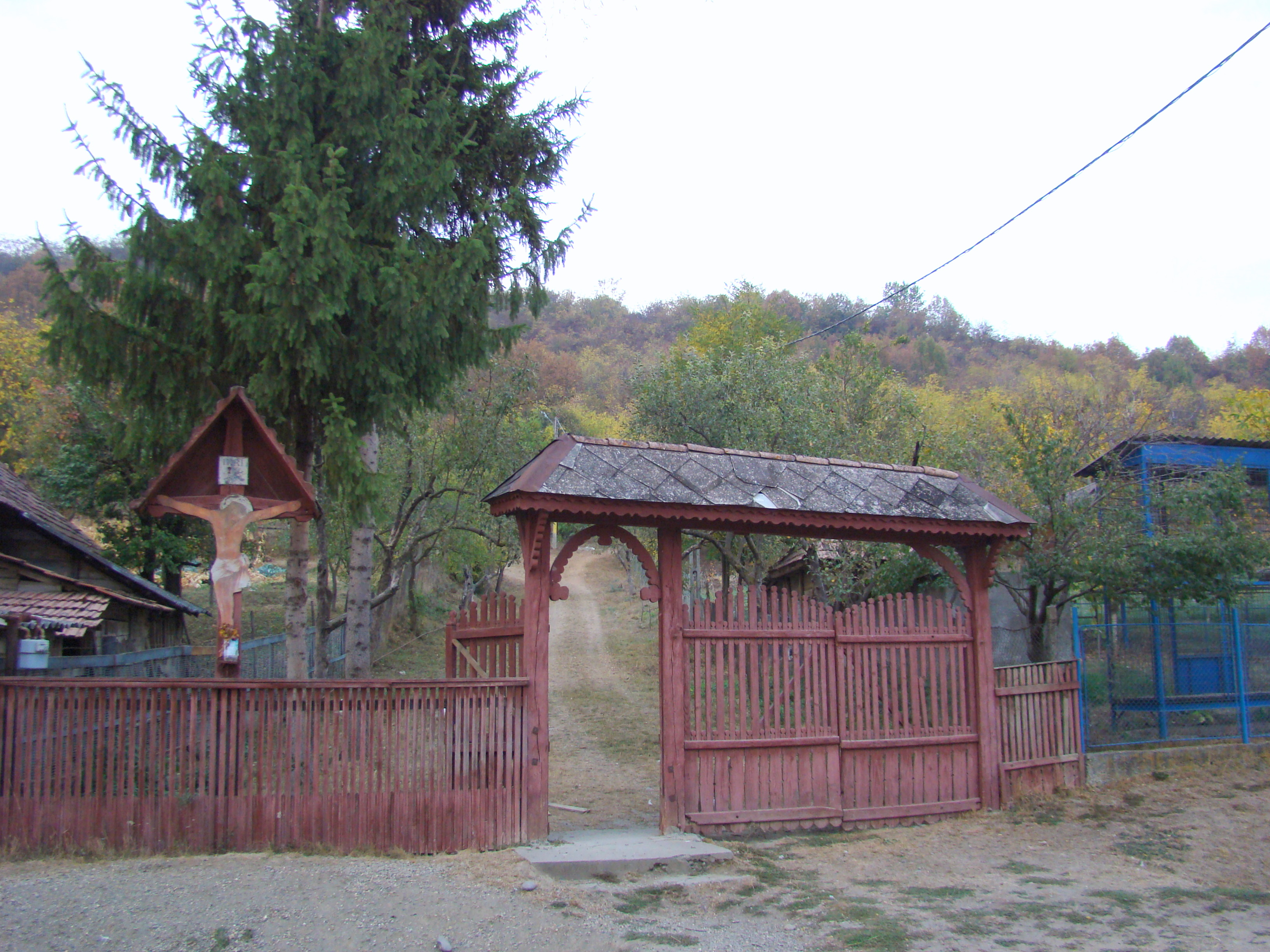
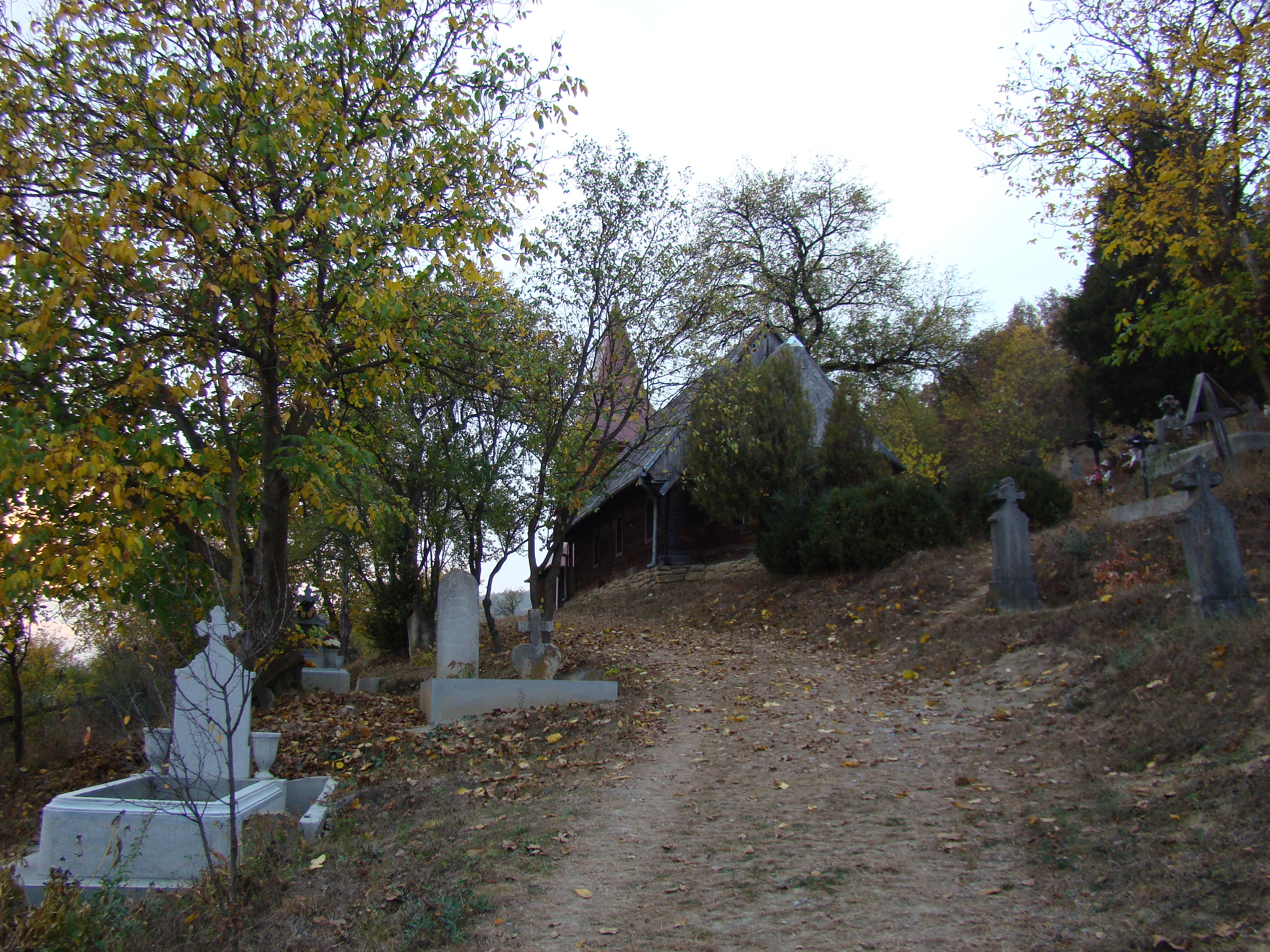
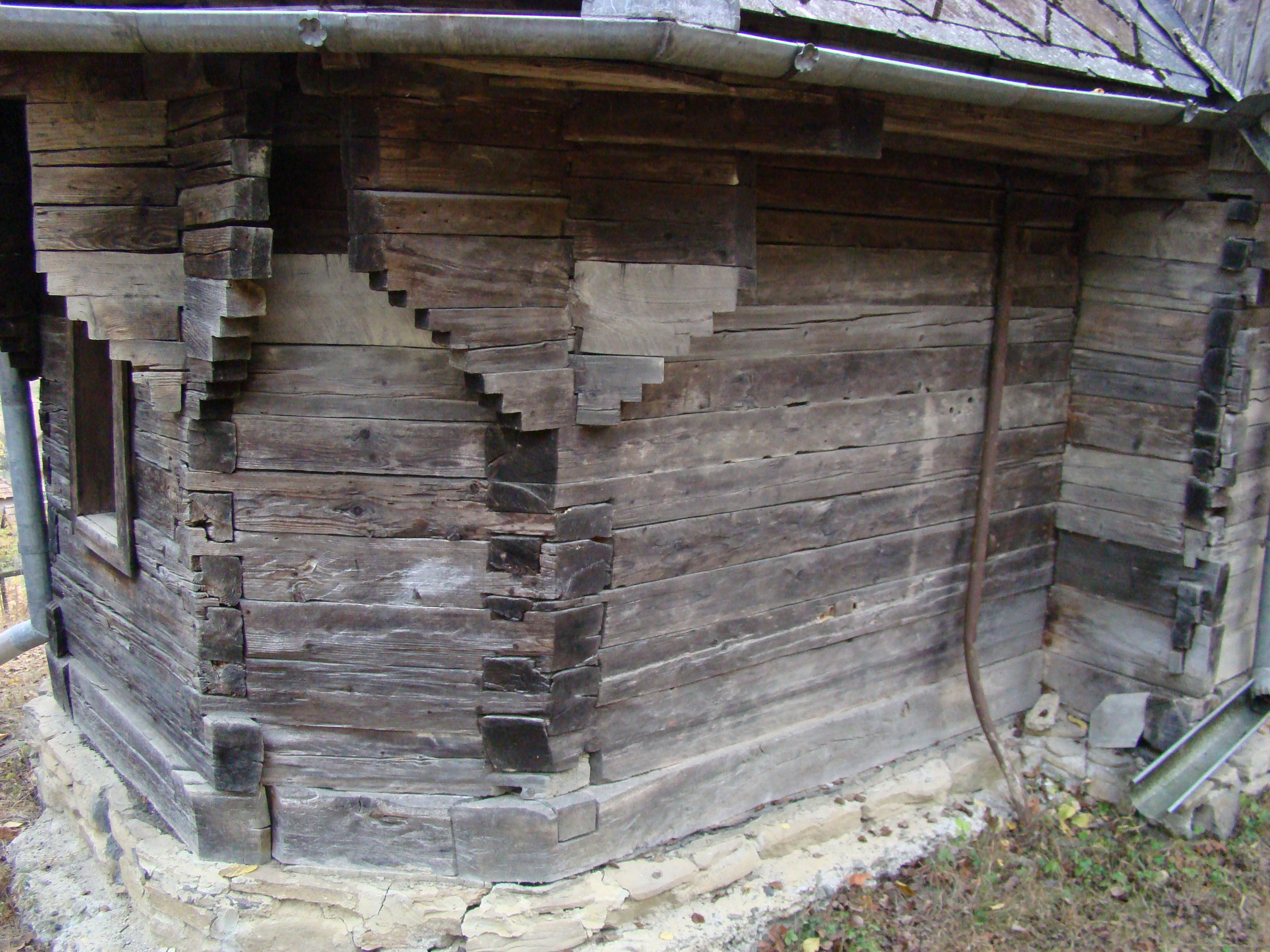
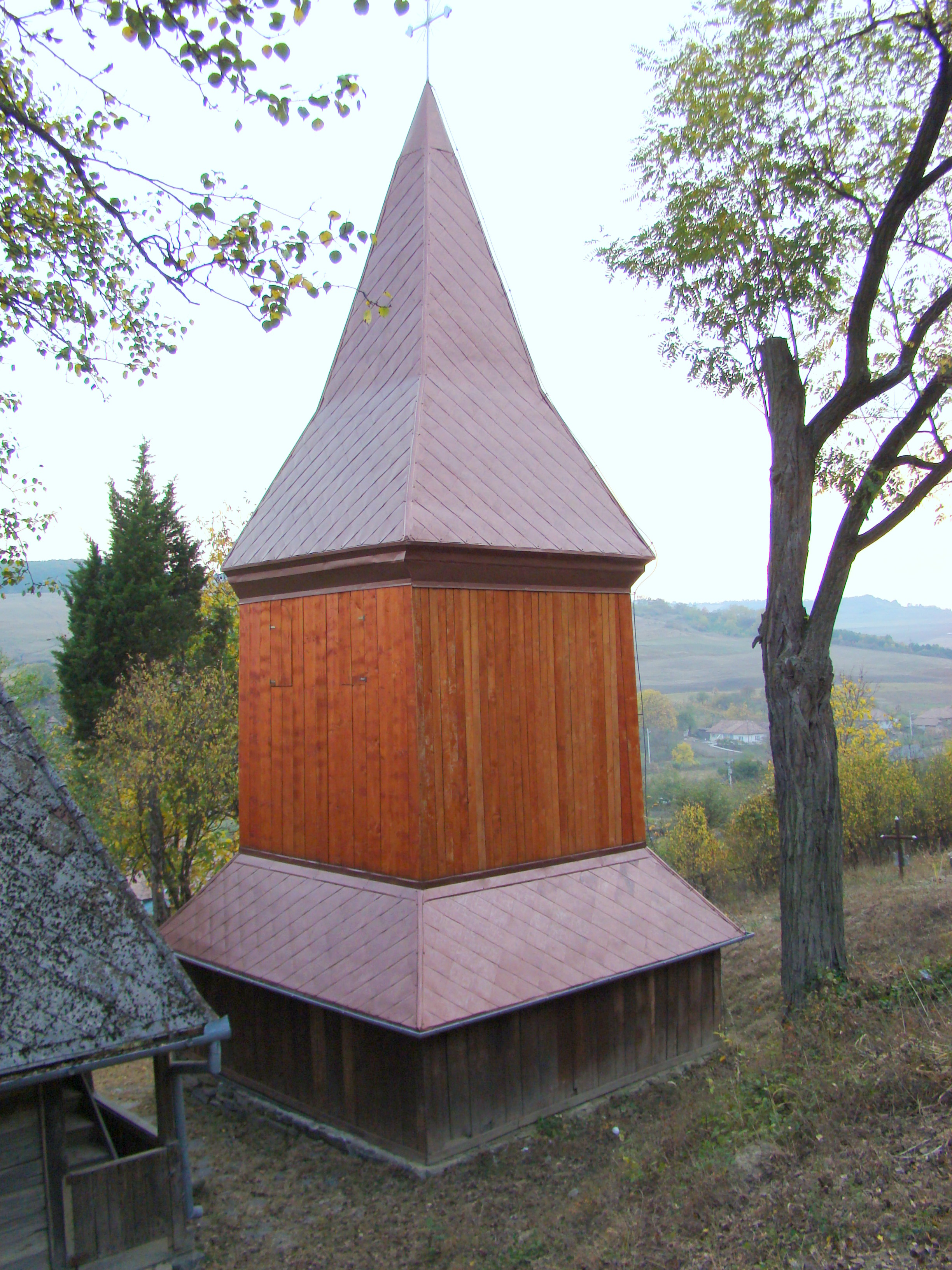
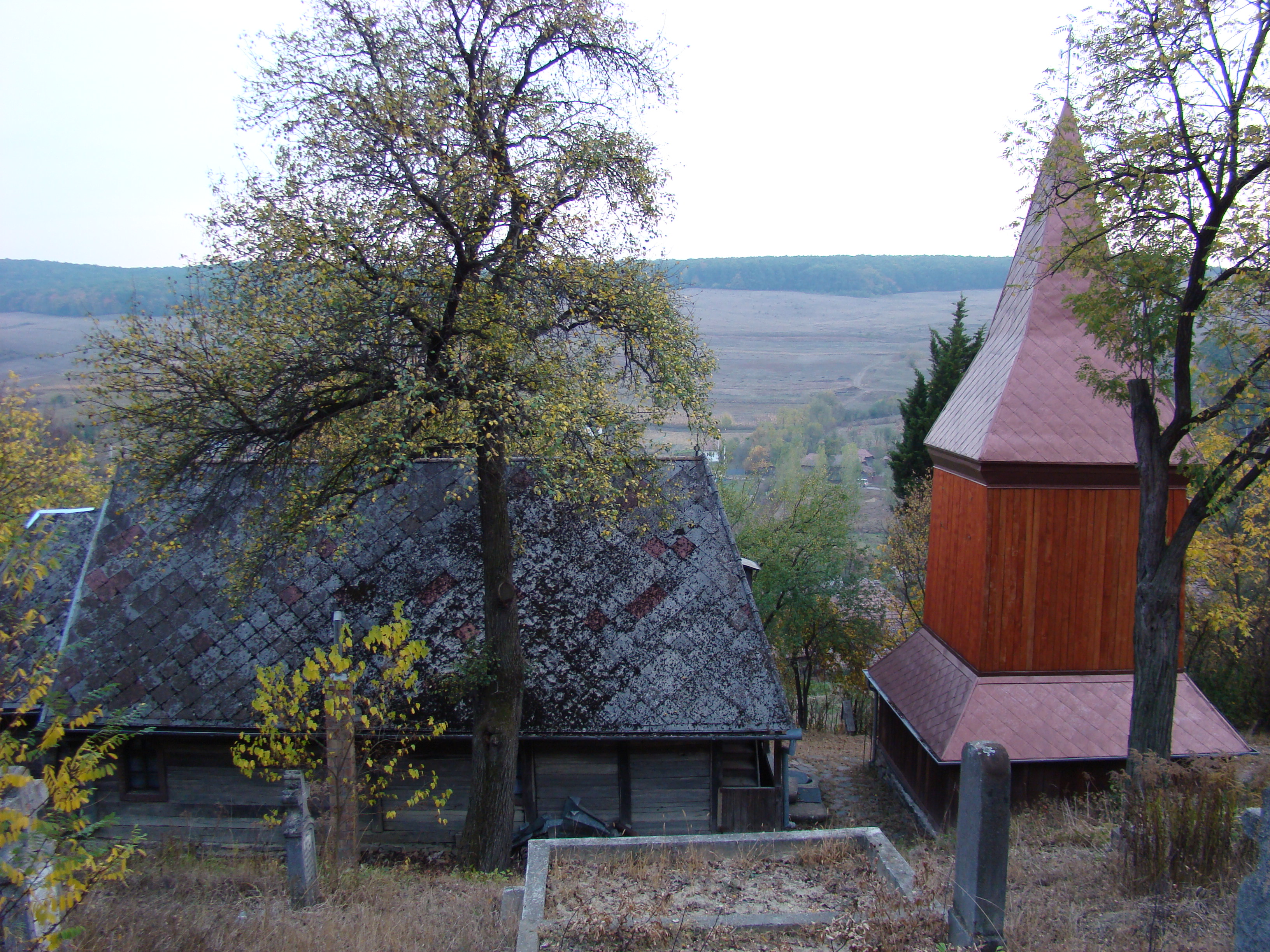
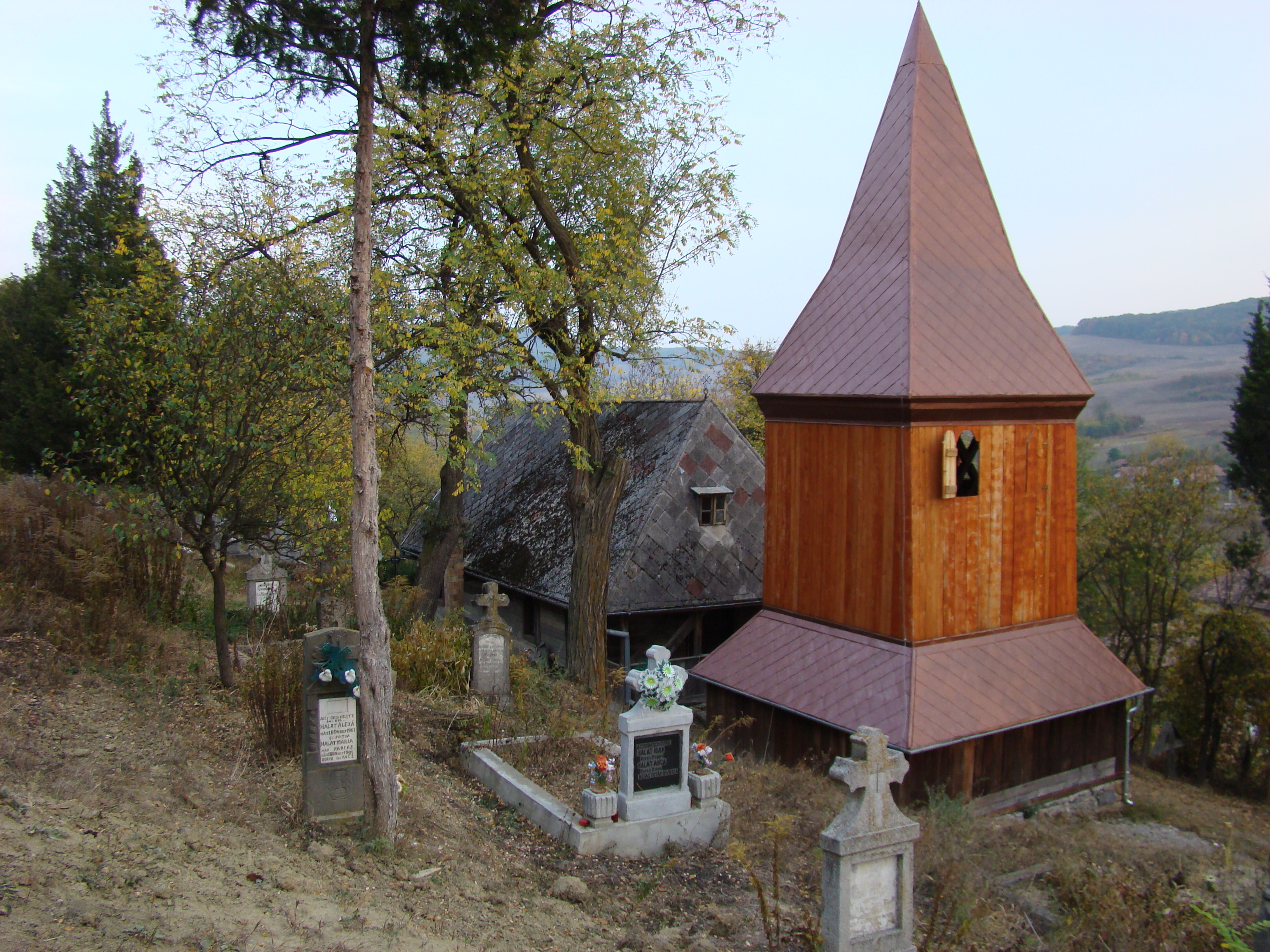
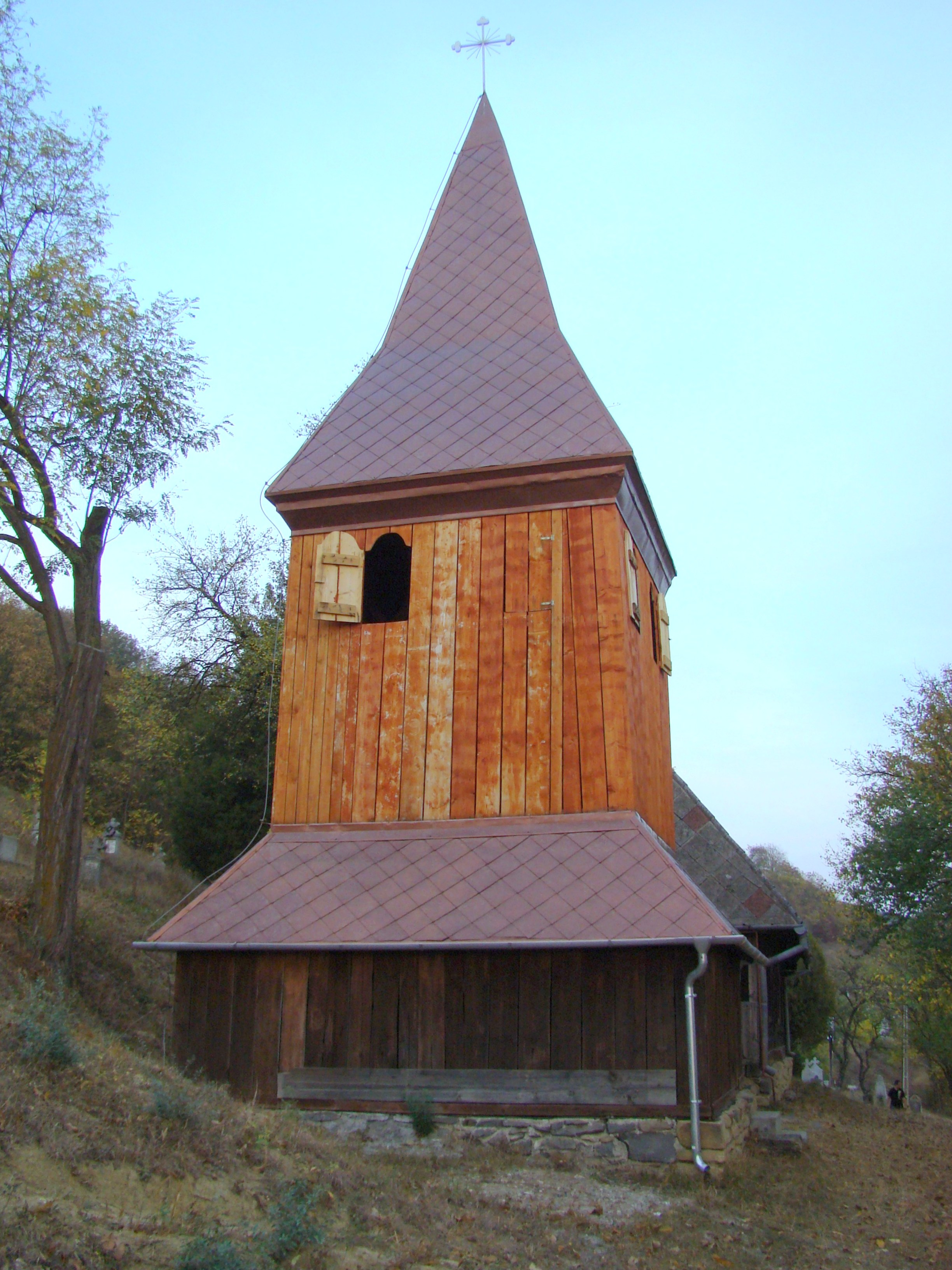
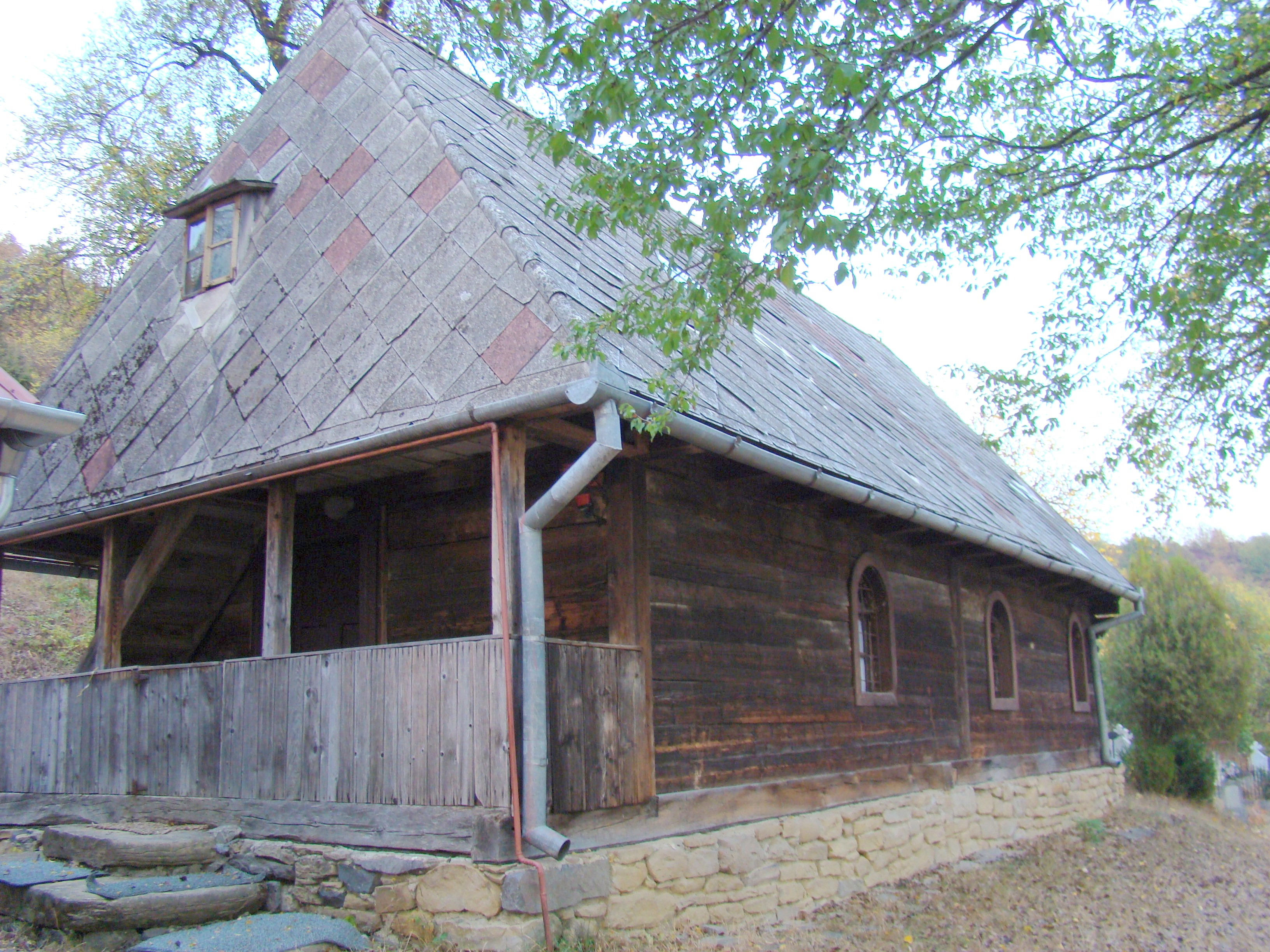
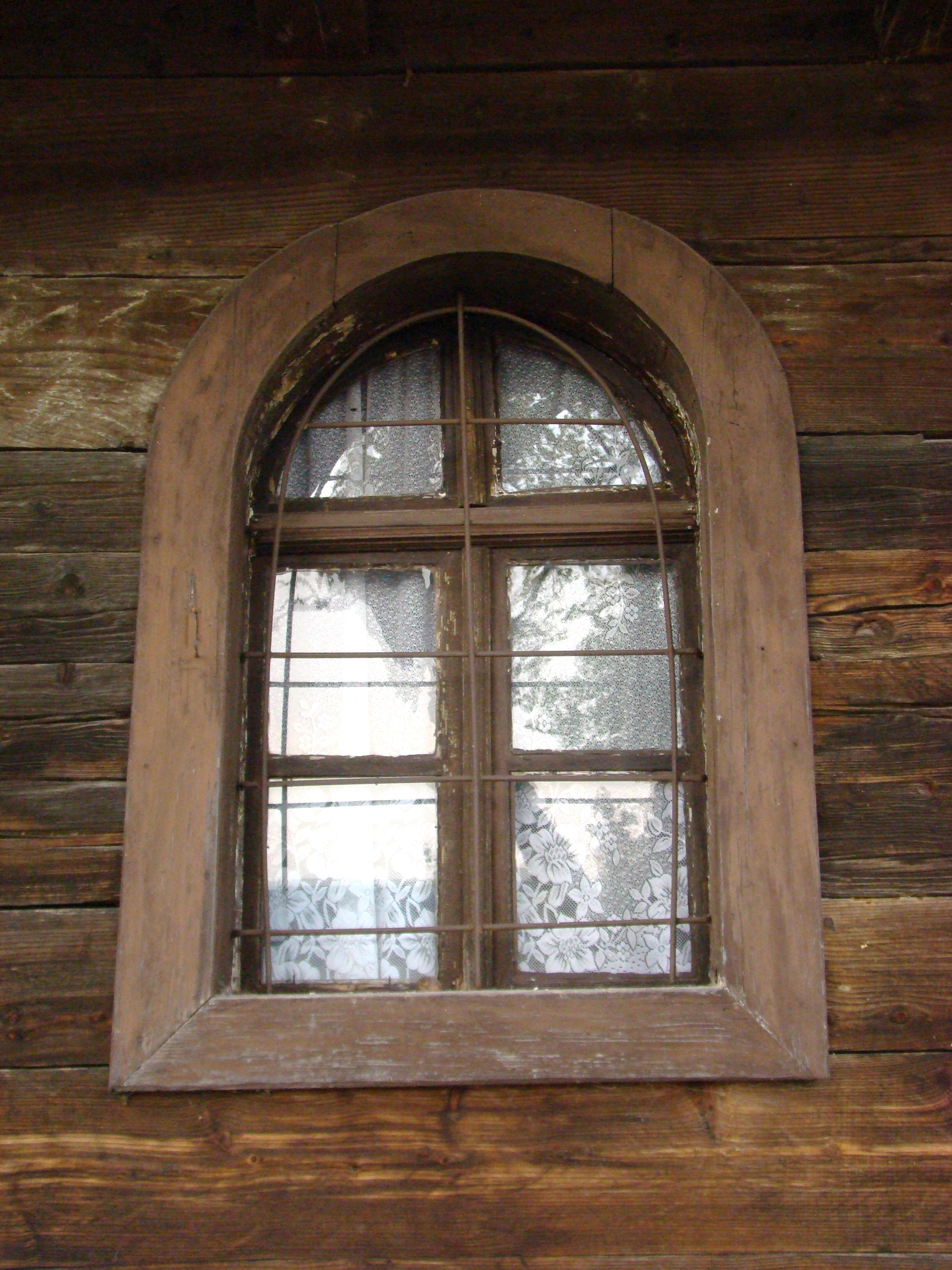
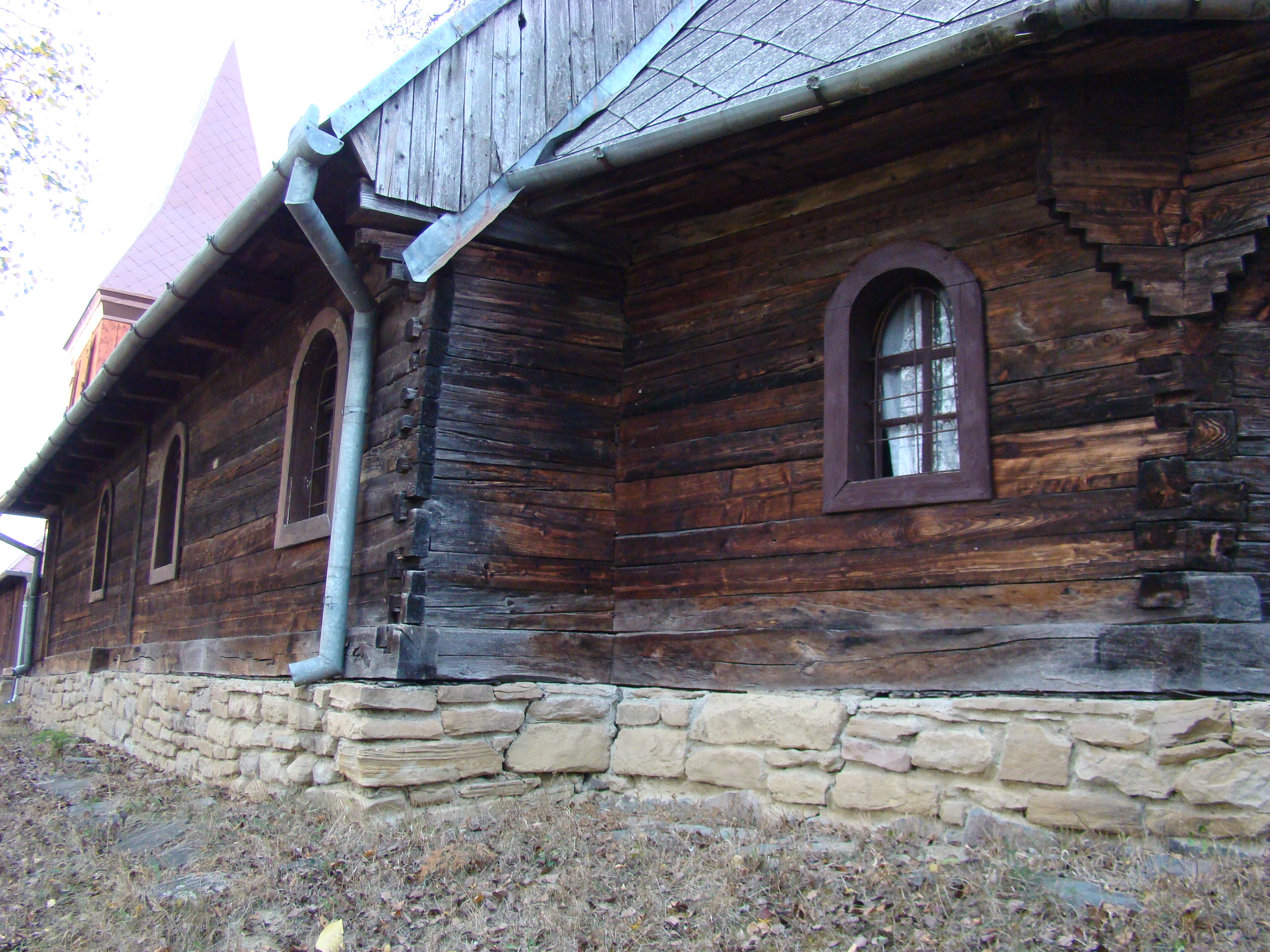
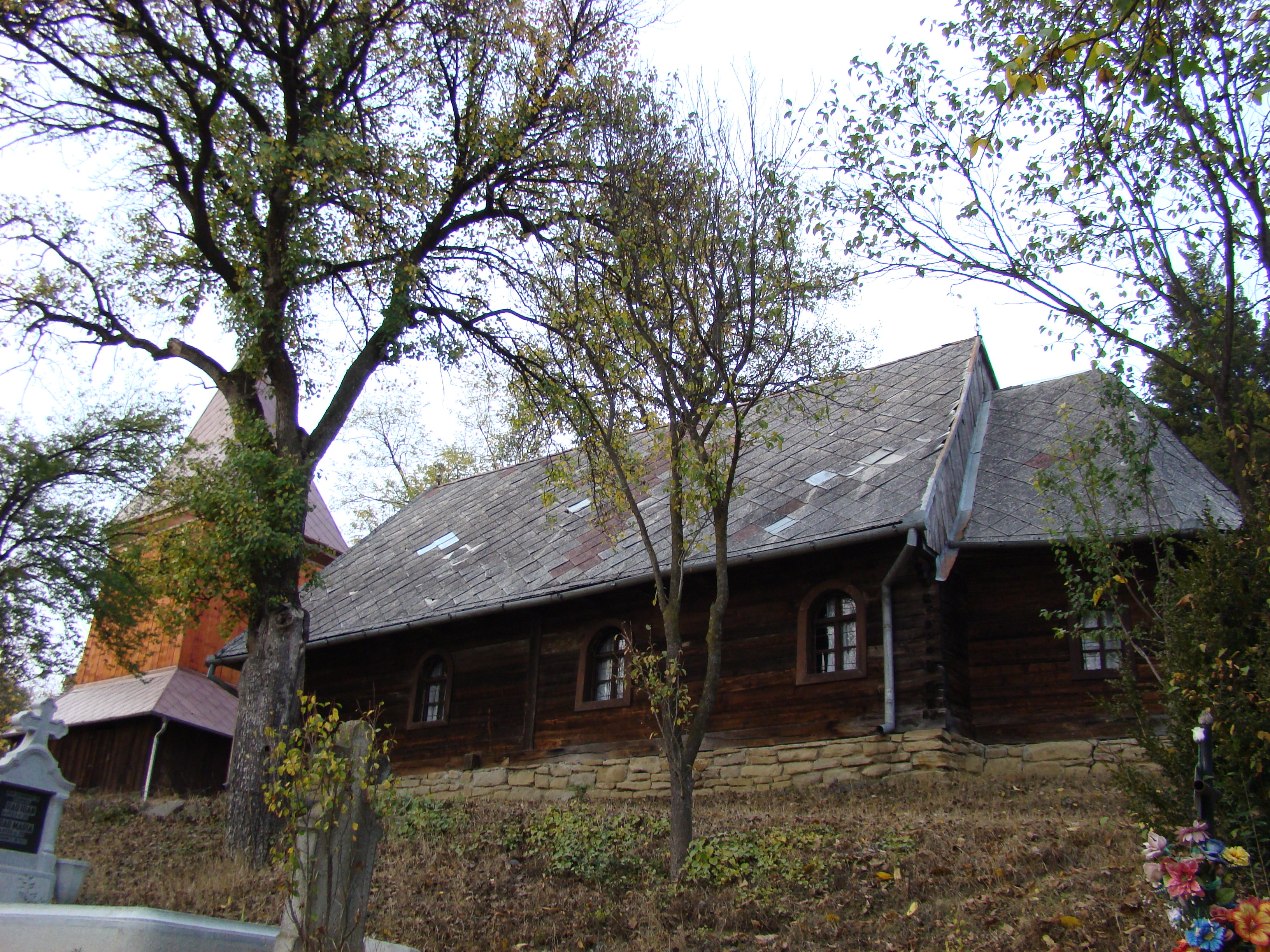
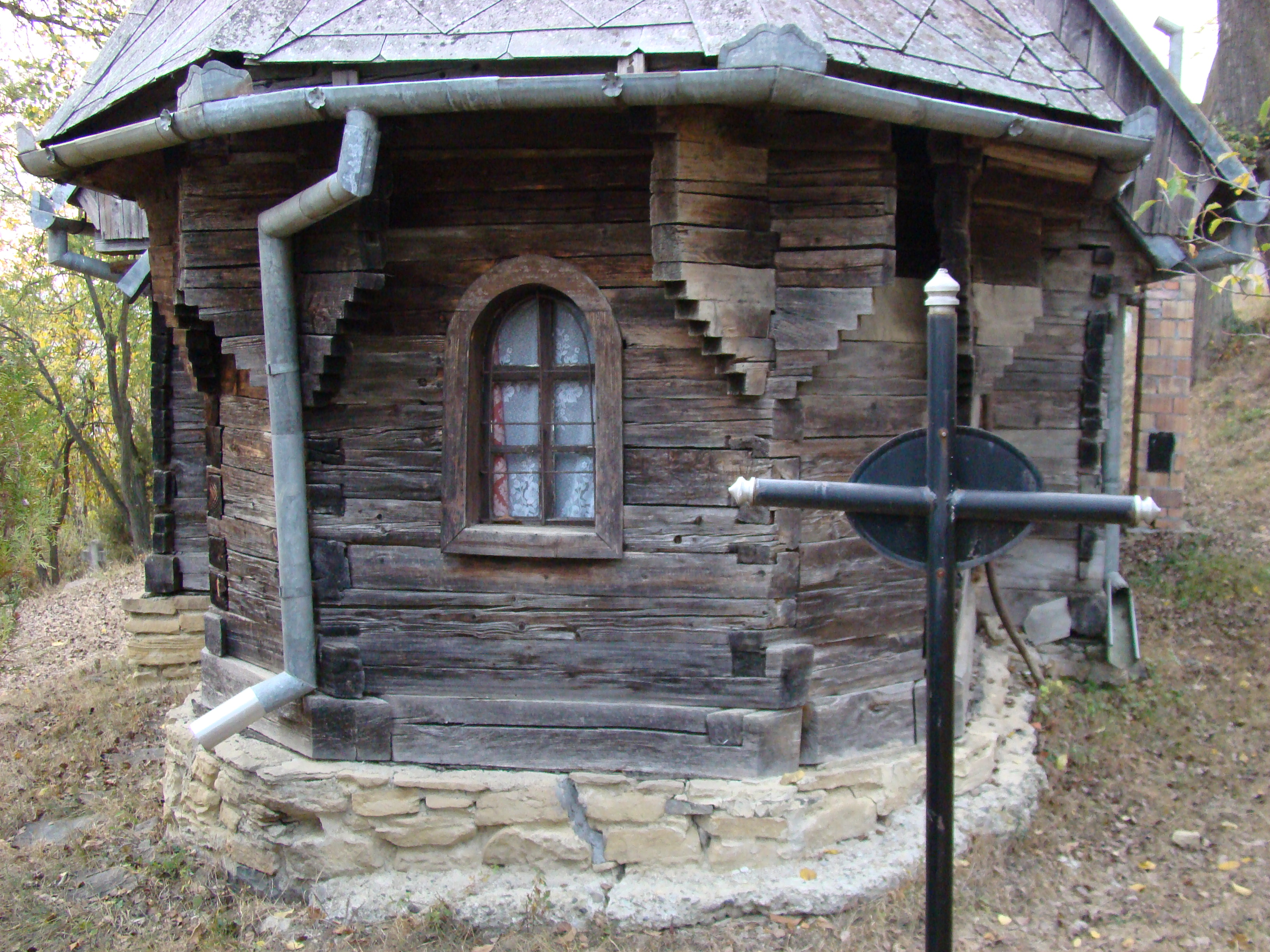
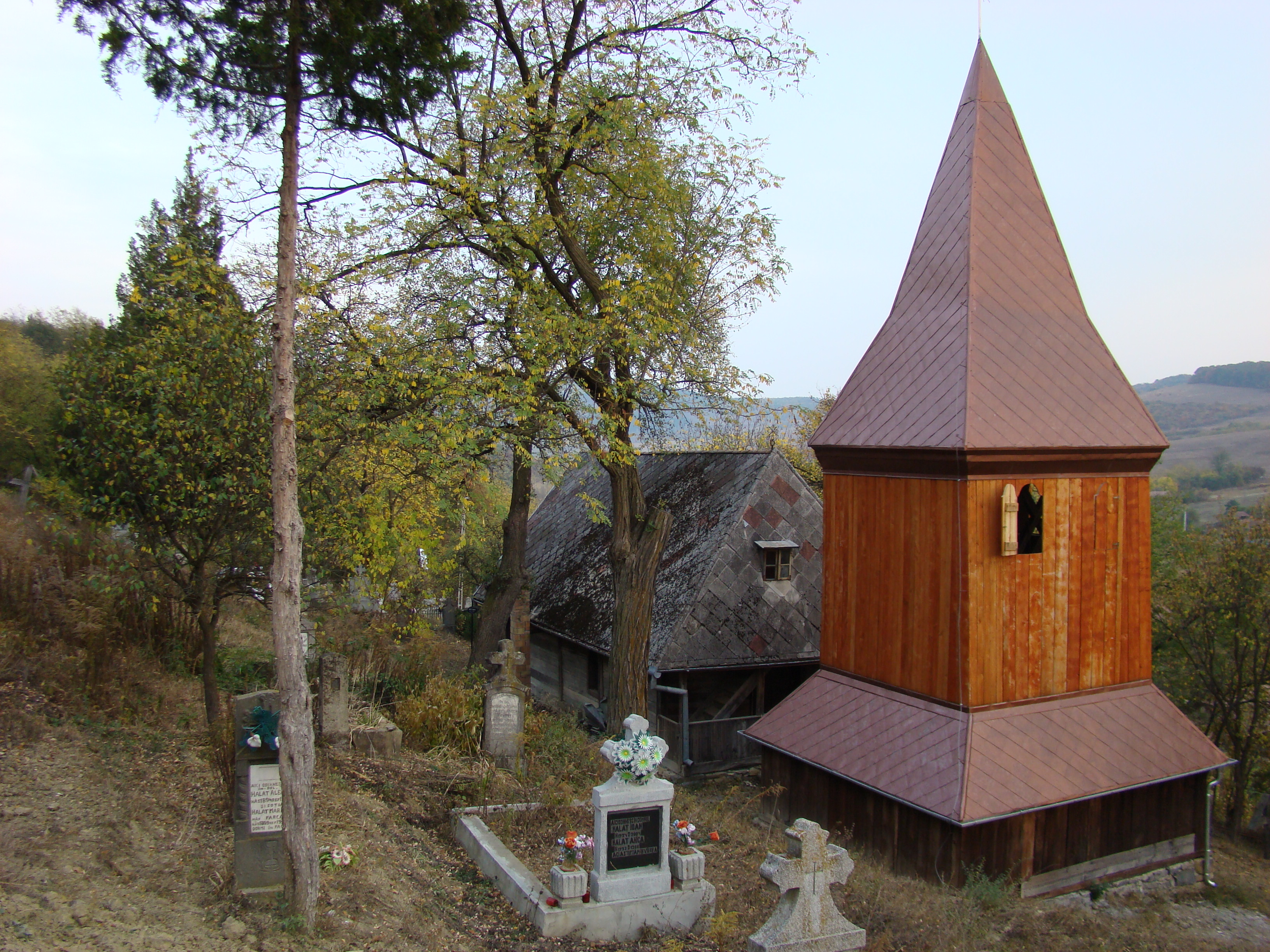

## Imagini din interior

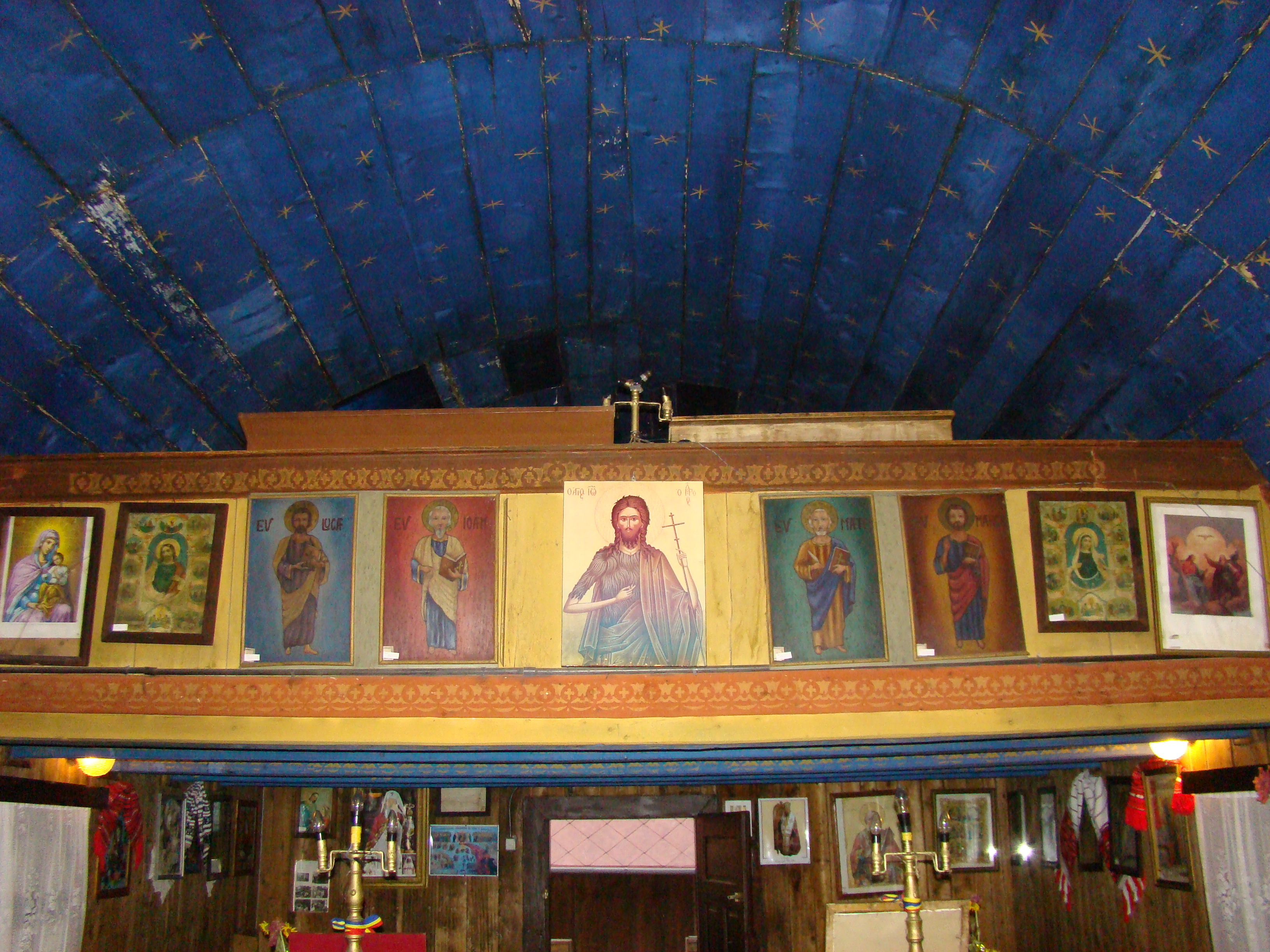
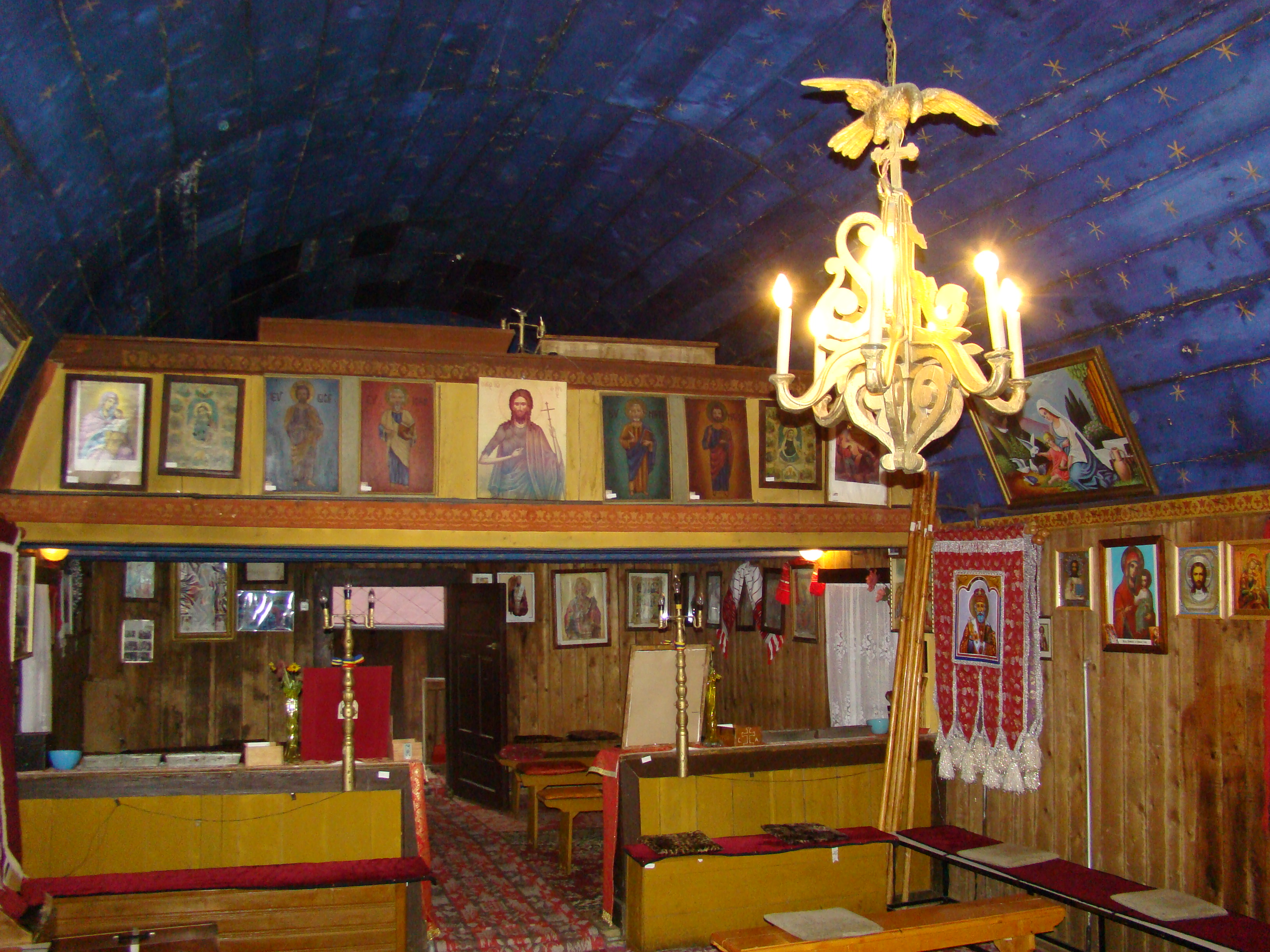
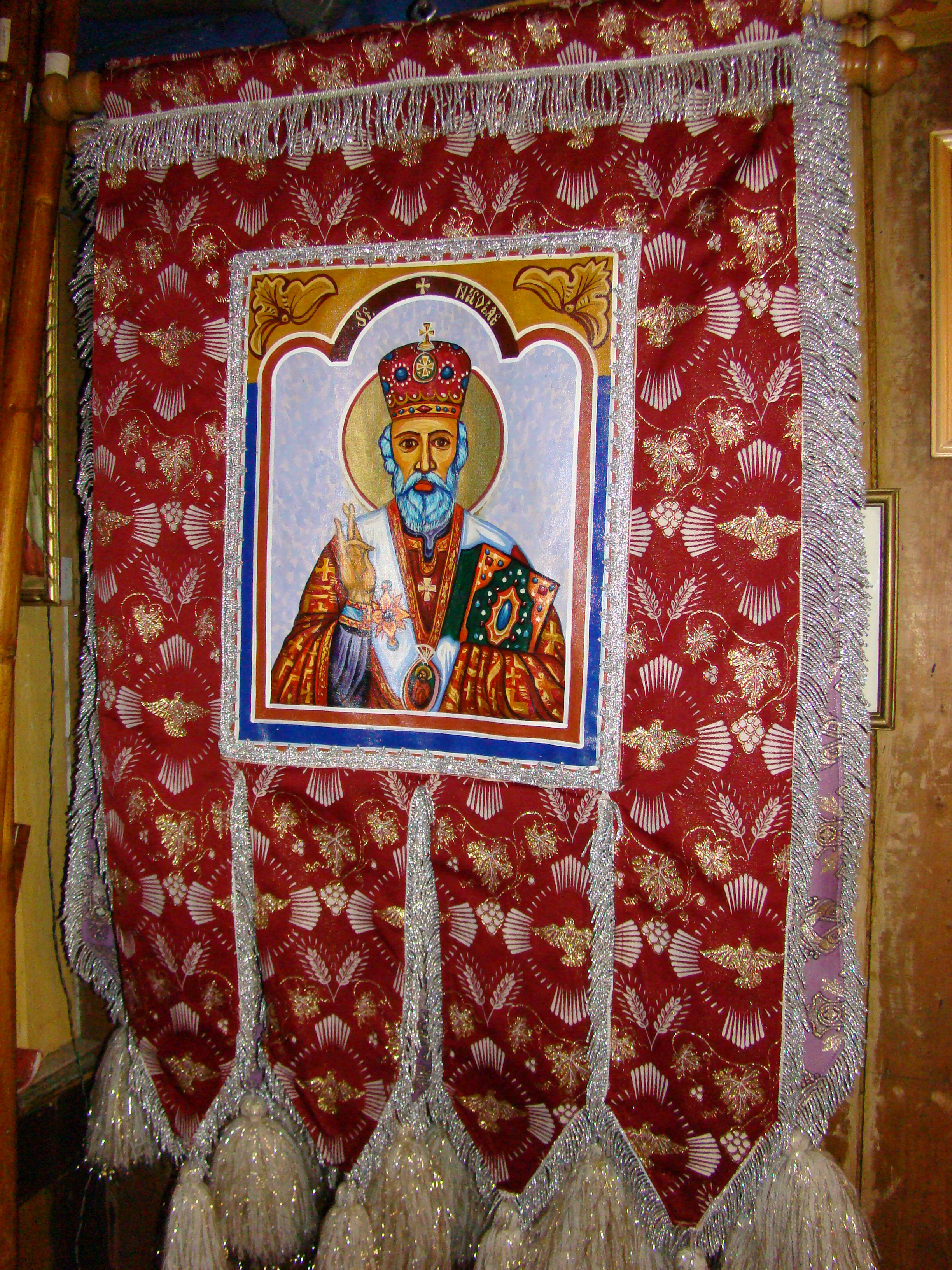
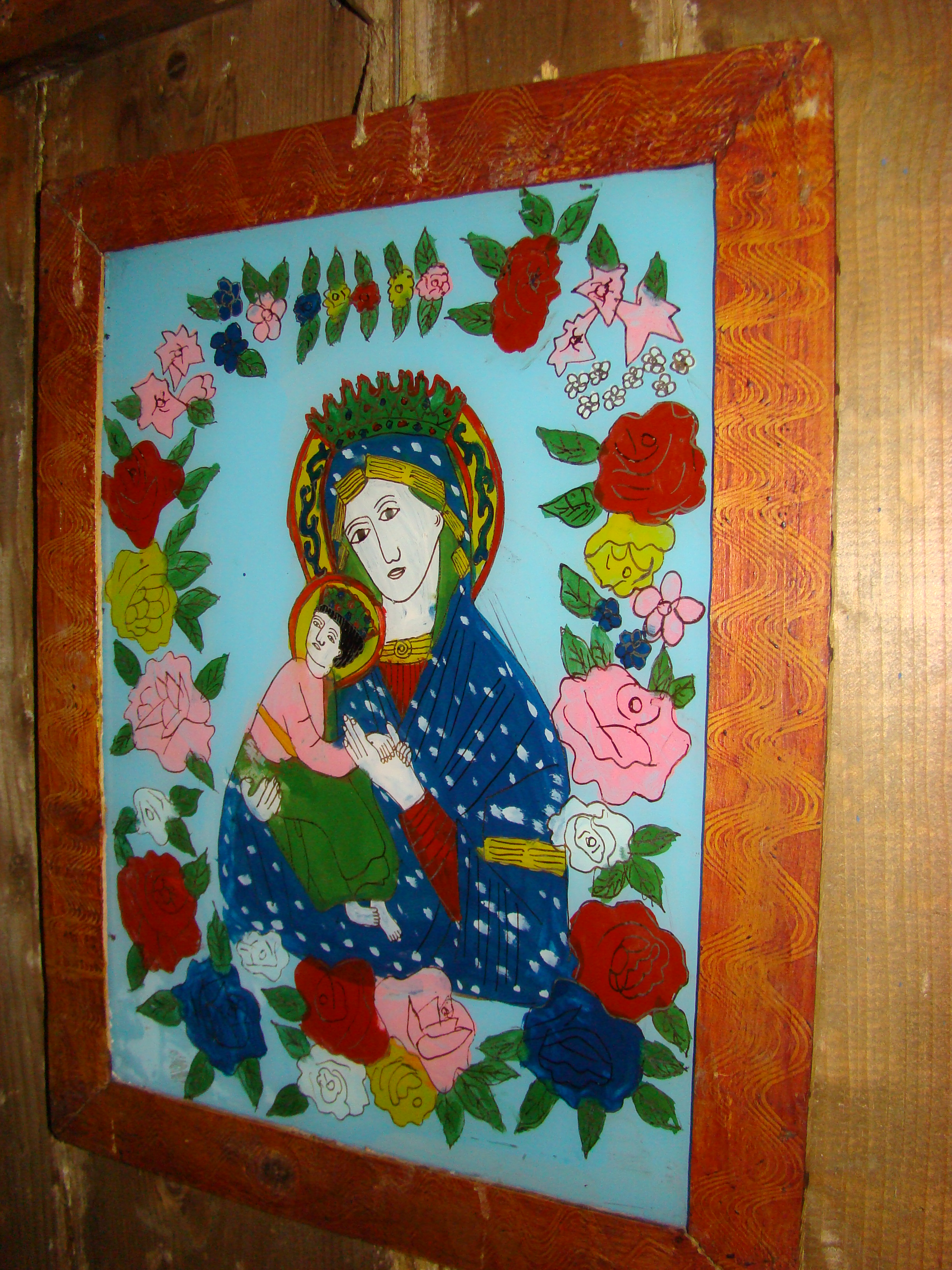
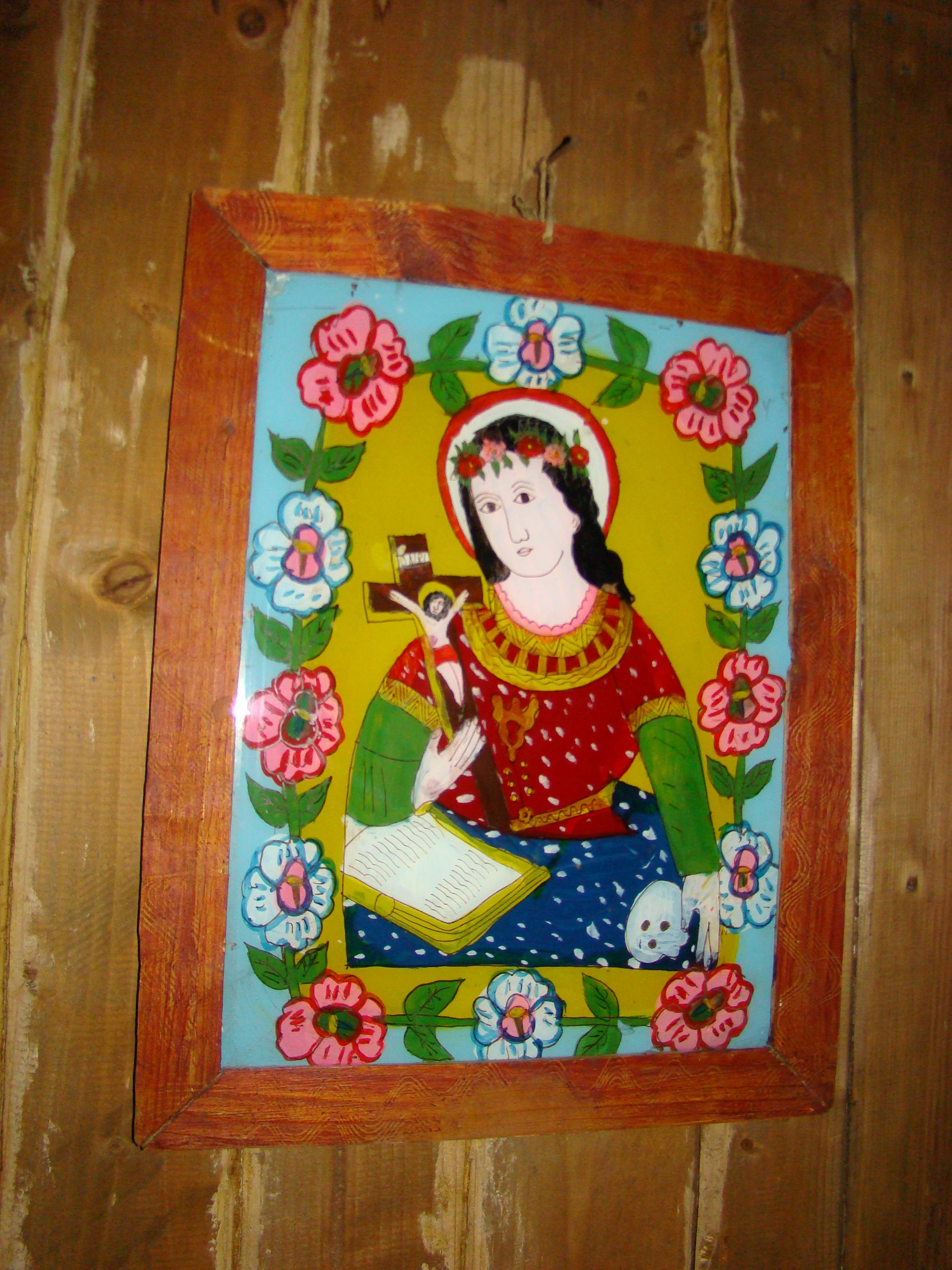
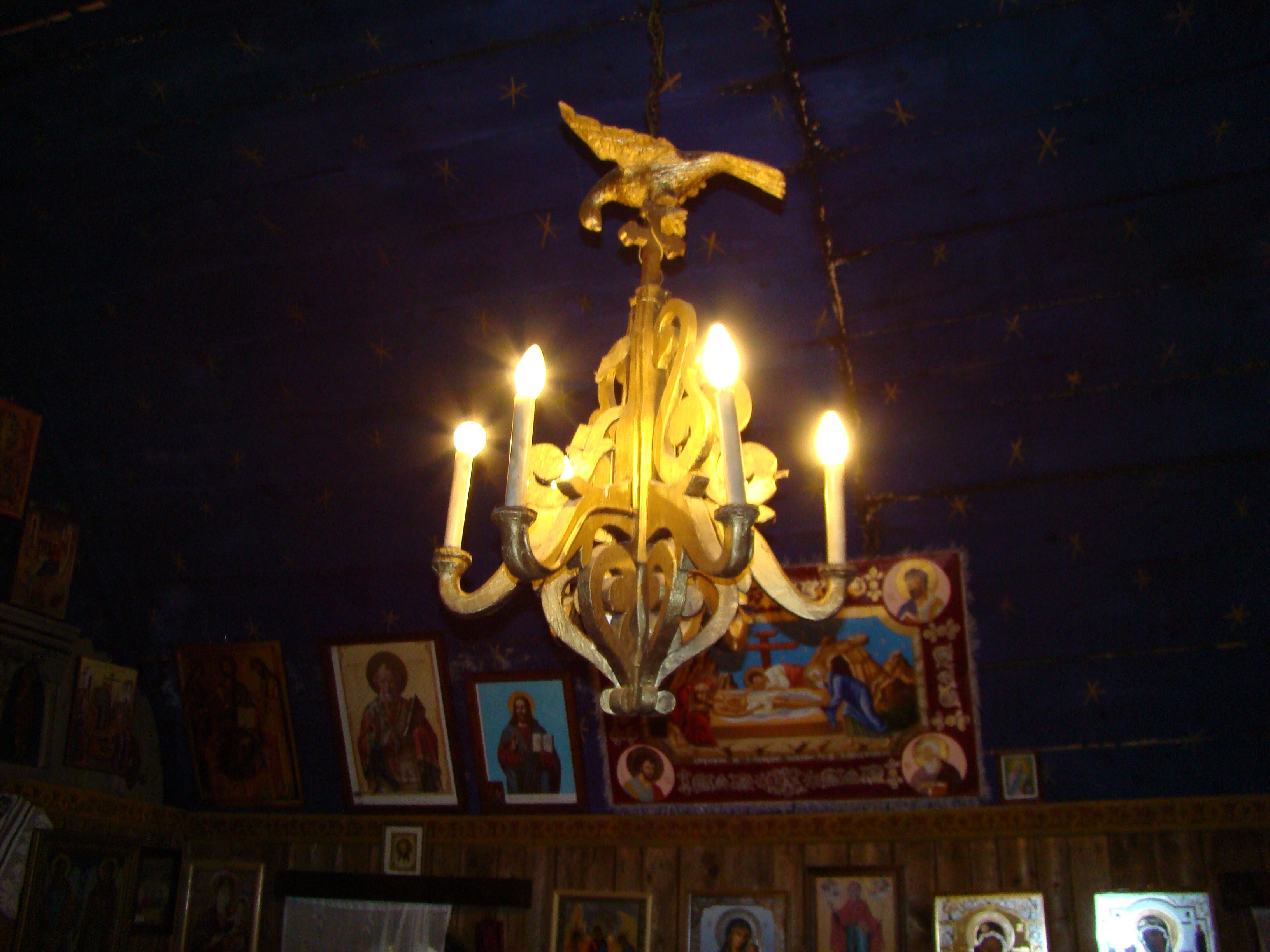
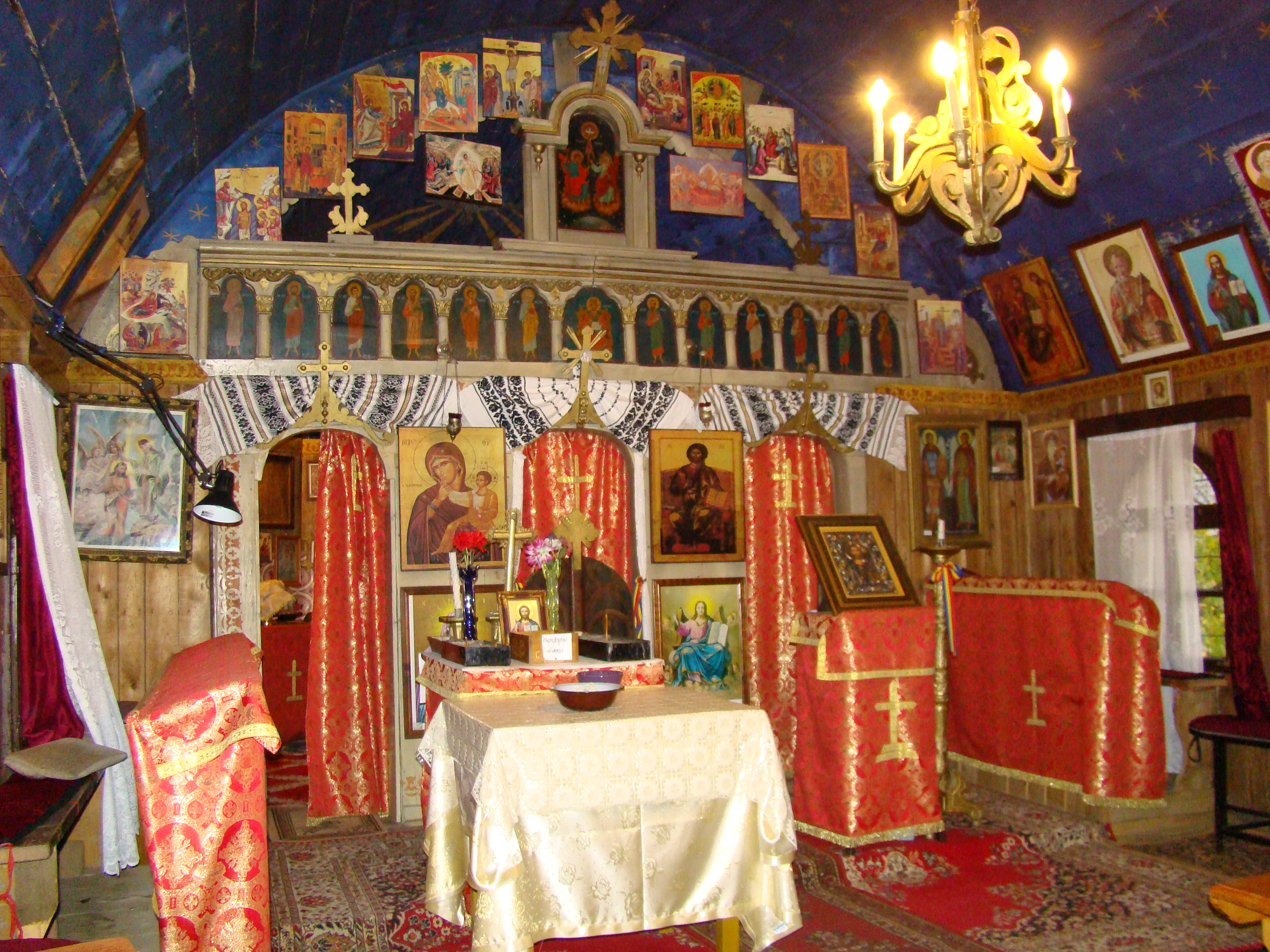
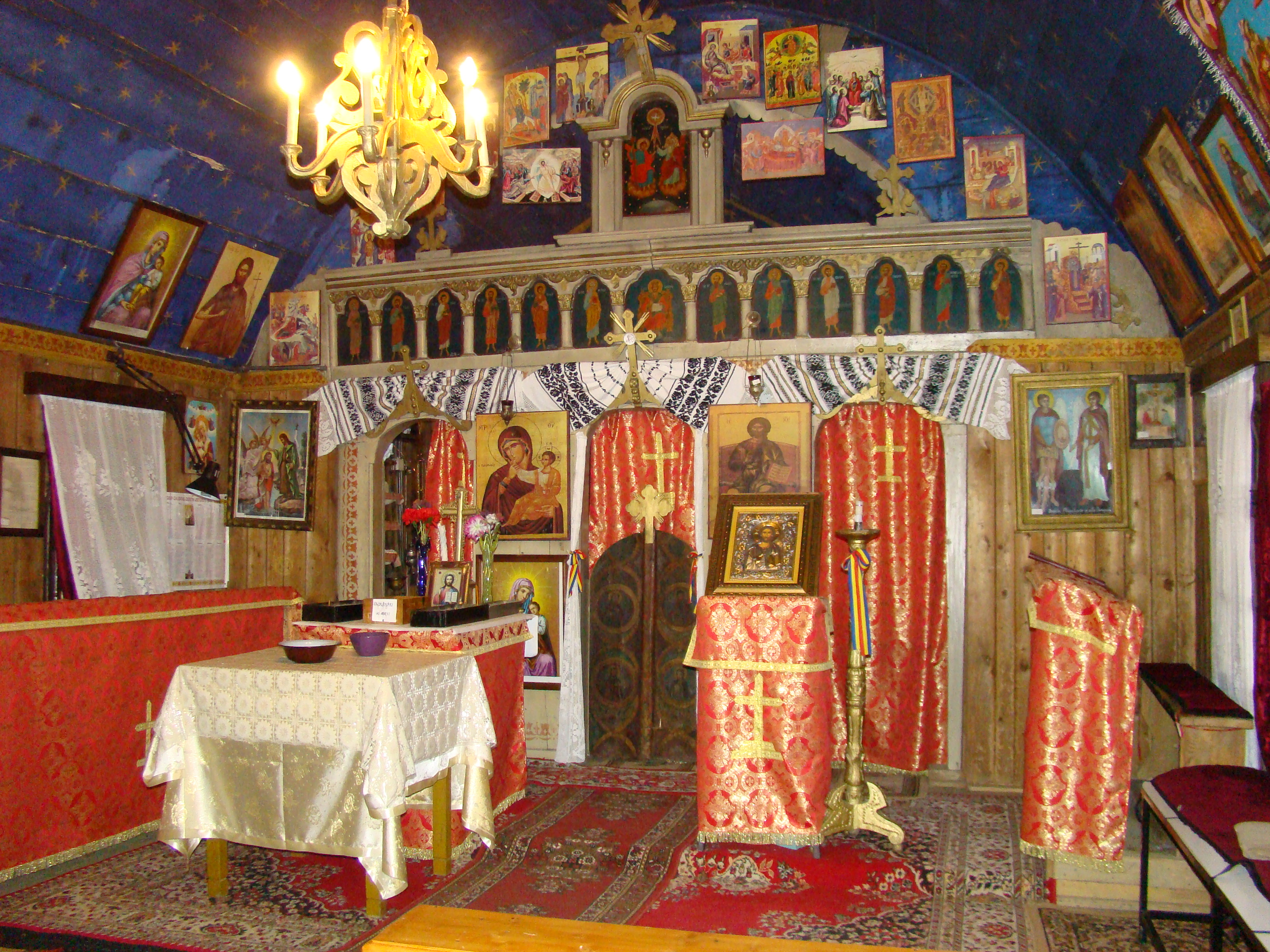
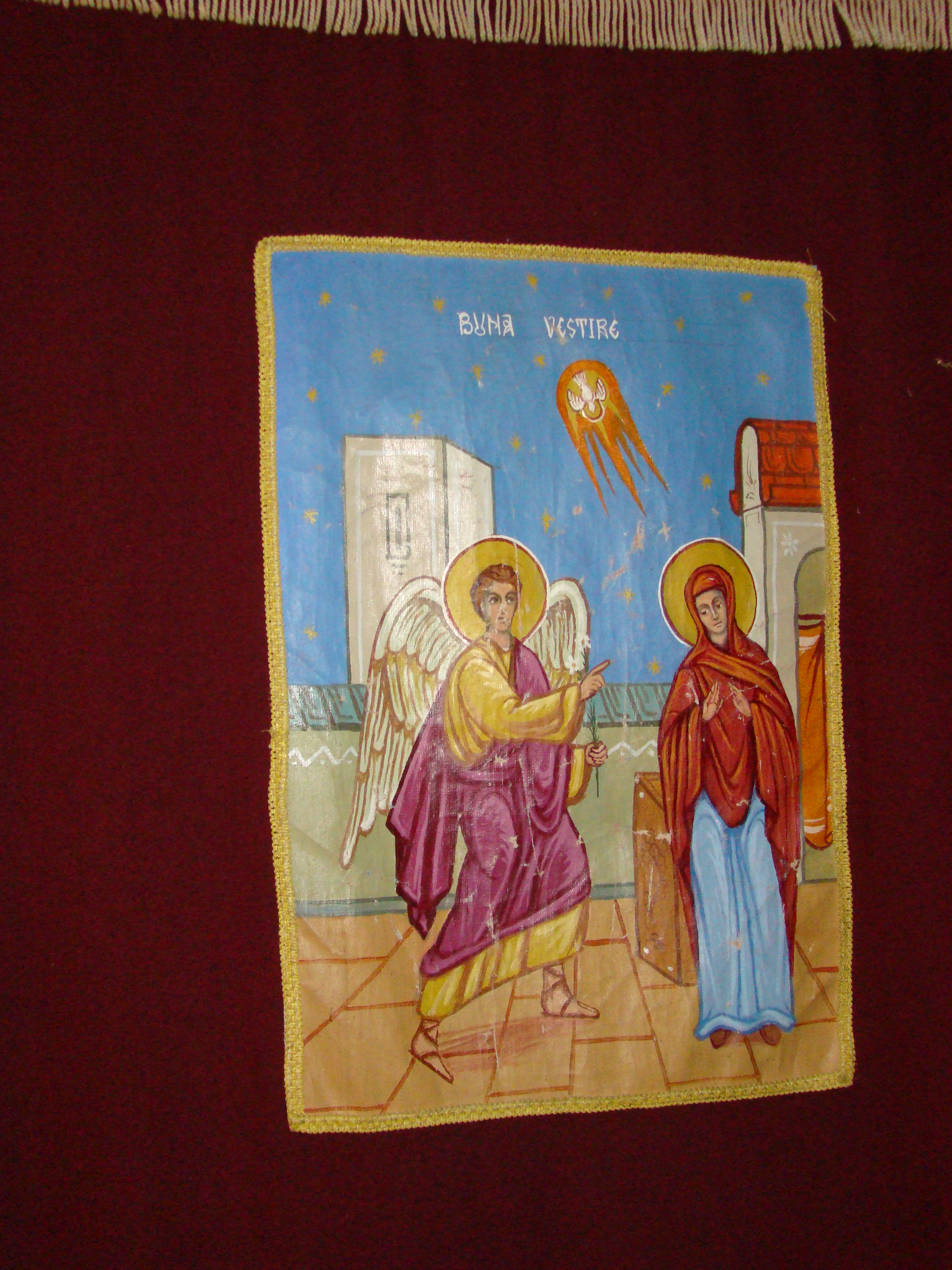
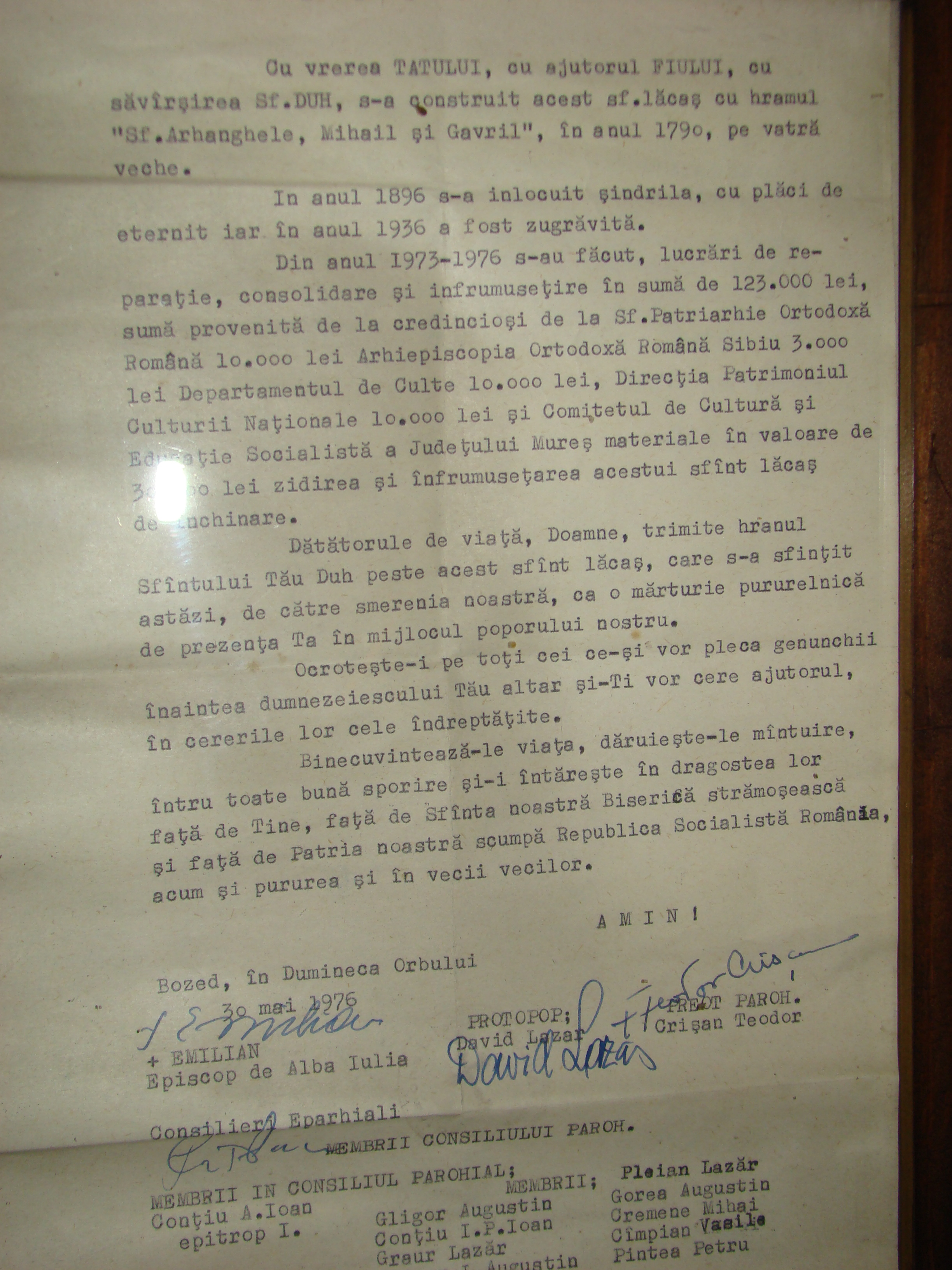
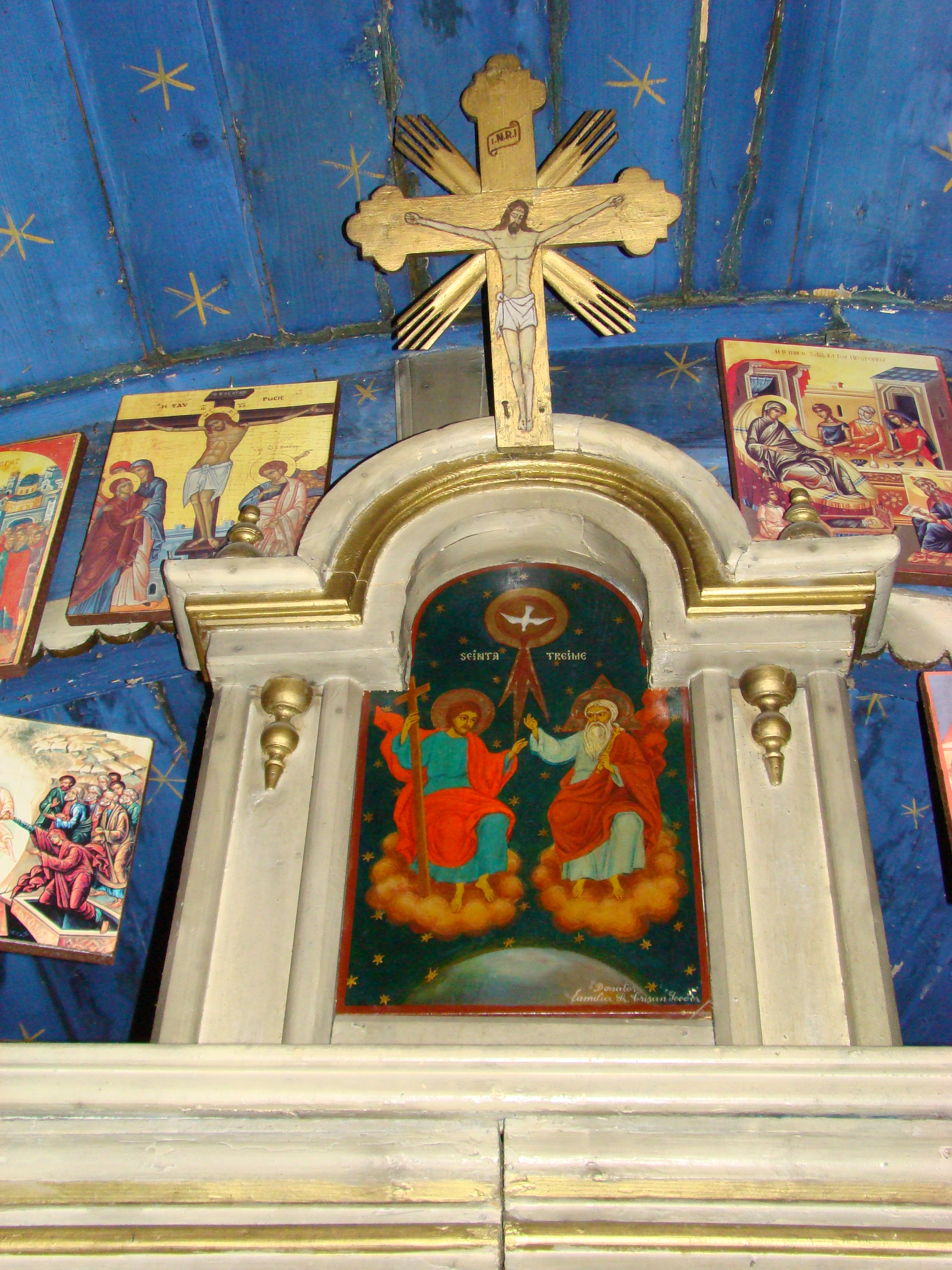
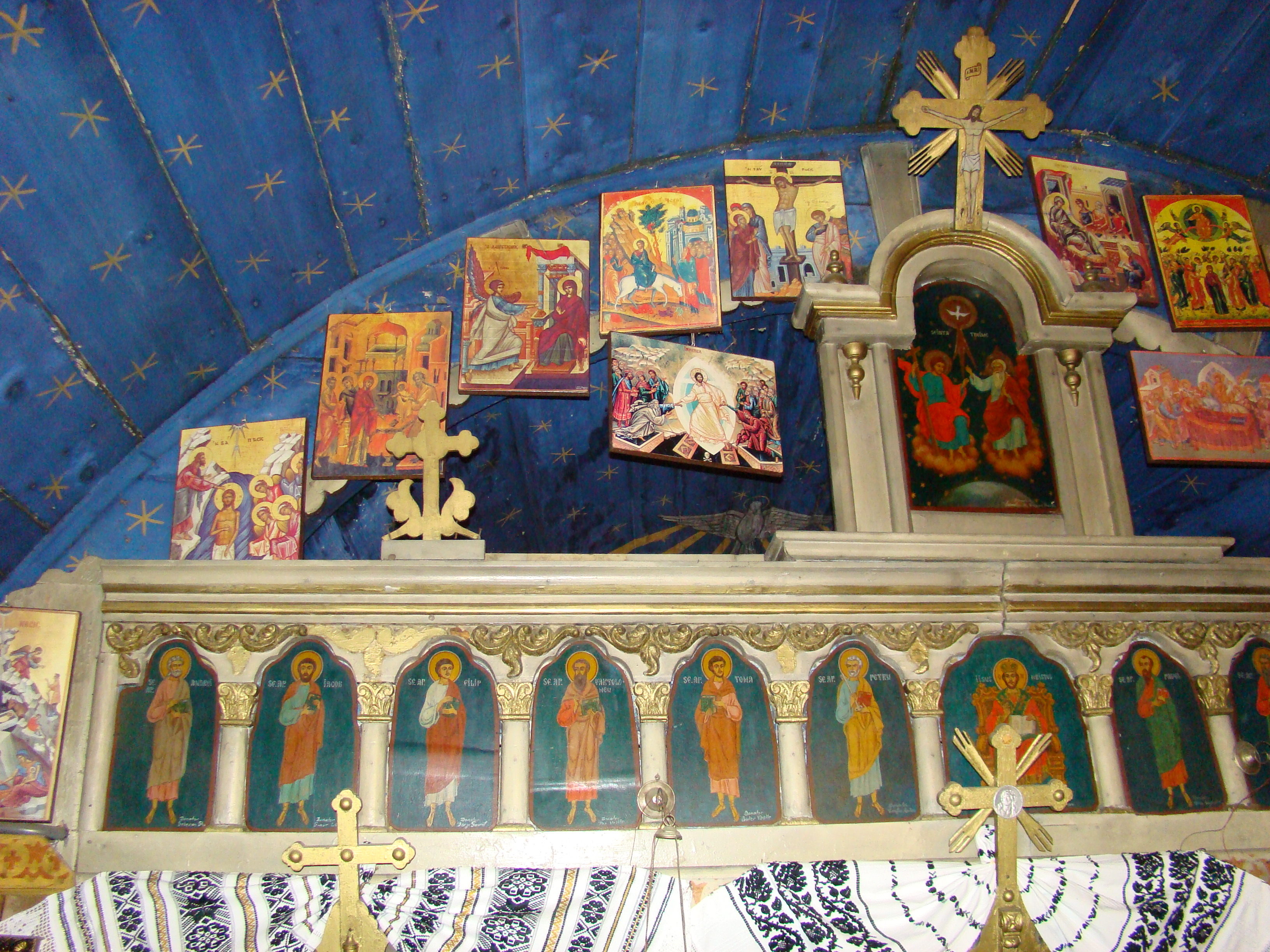
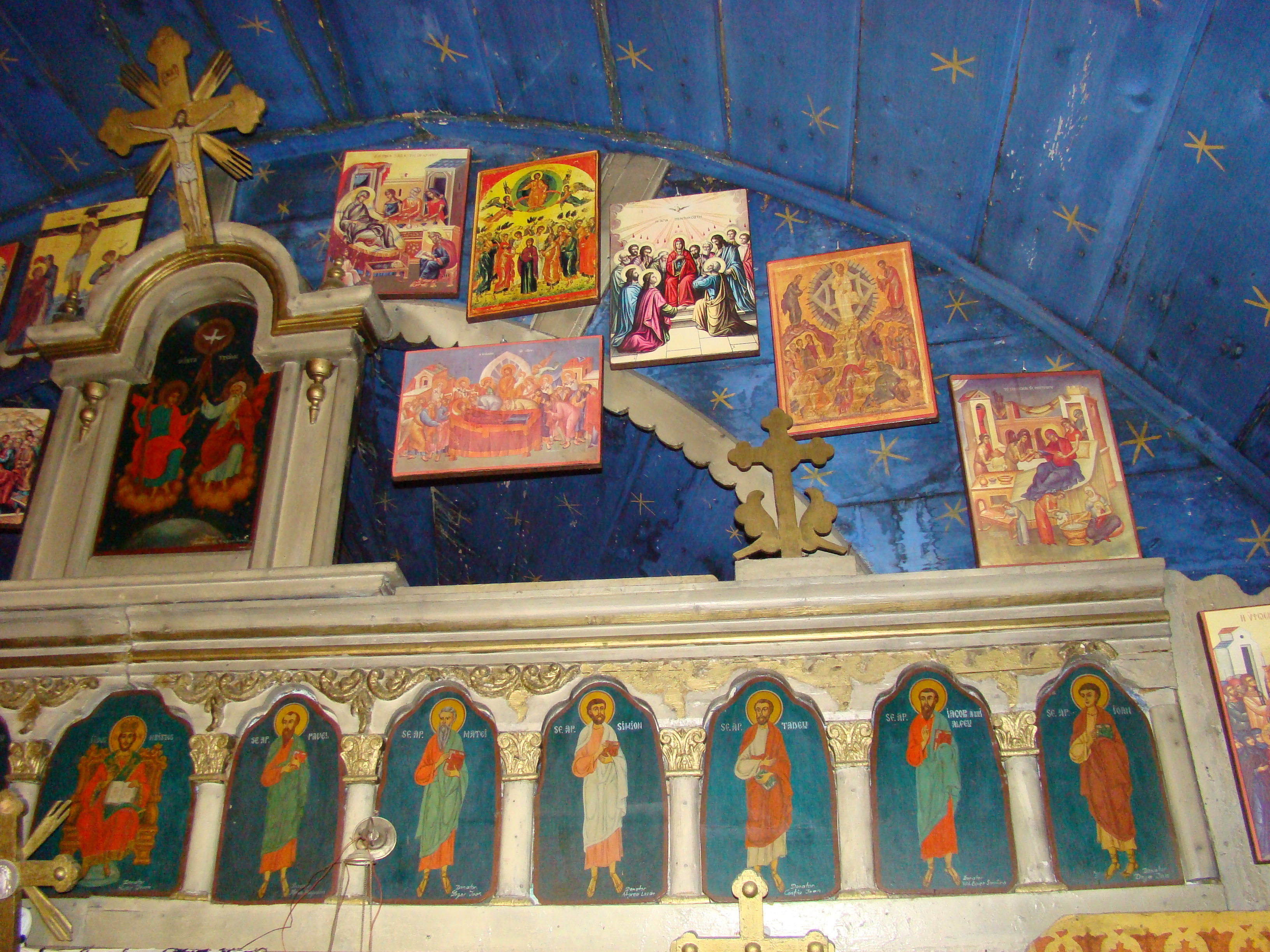
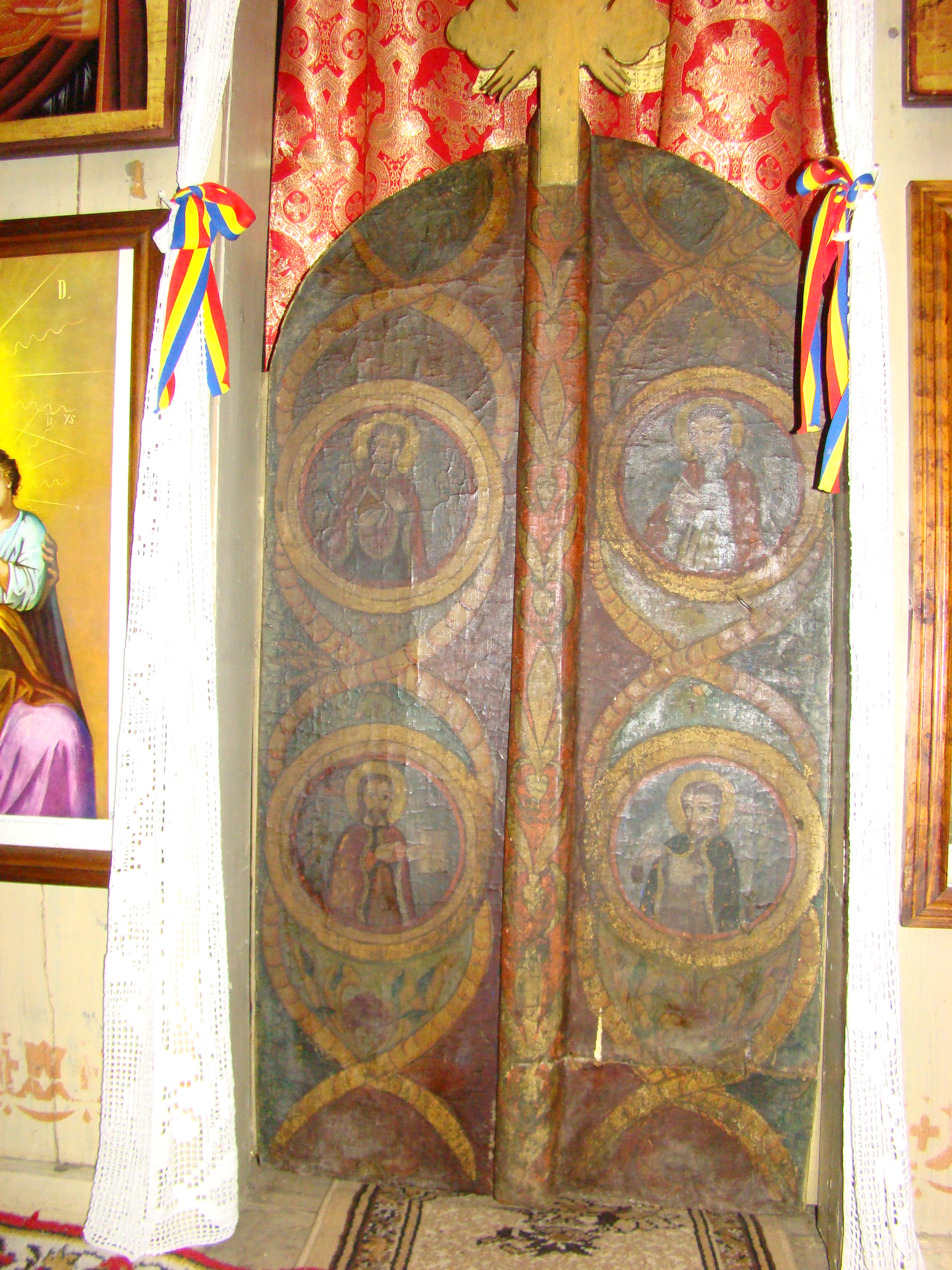
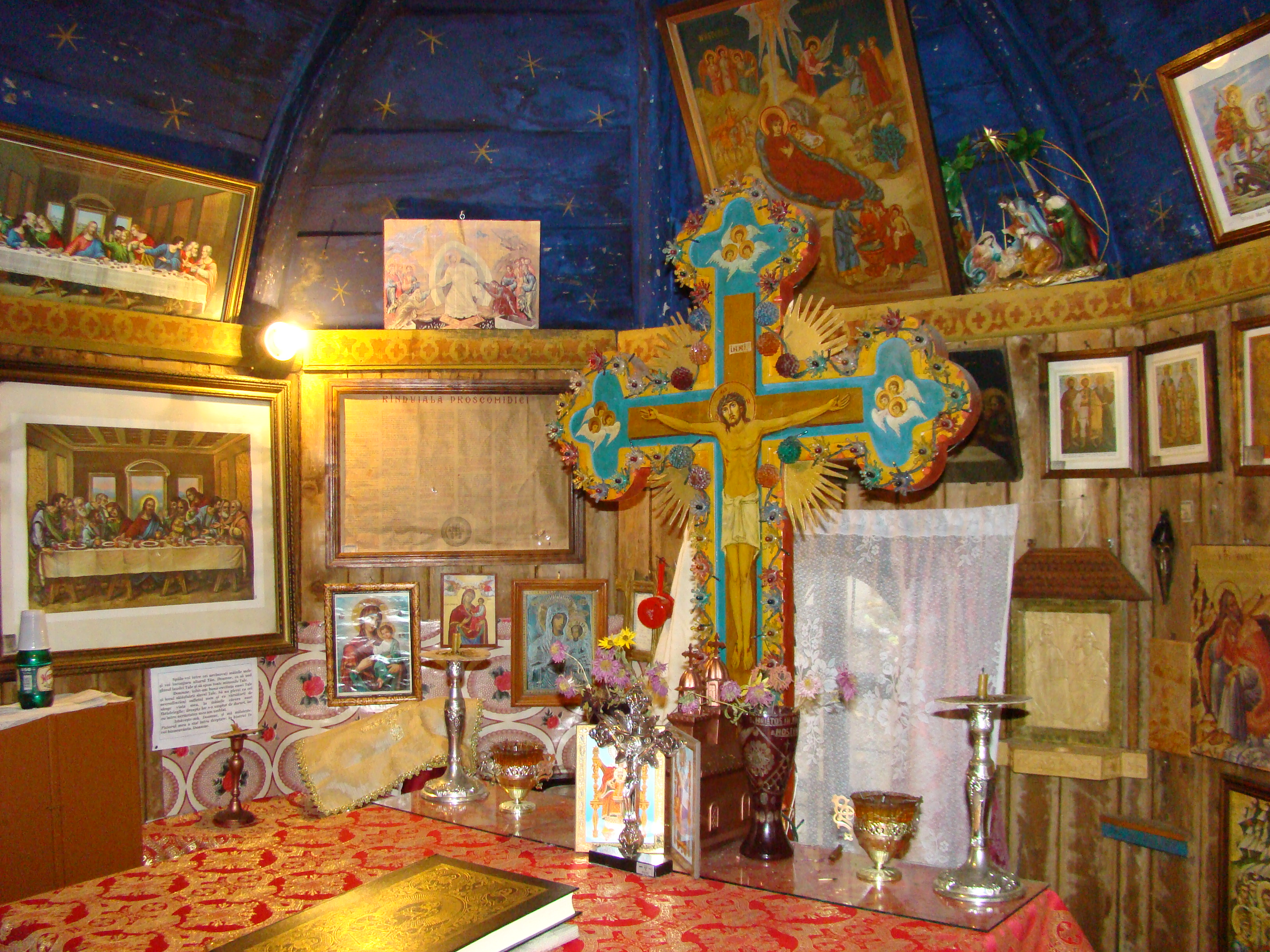